# پرندگان افغانستان
افغانستان کشور کوهی و دارای ارتفاعات نامتناظر می‌باشد. این تفاوت در خود انواع حیات بیولوژیکی را پرورش داده است؛ که تعداد این جانوران شناخت گردیده و تعداد تا هنوز کشف نگردیده است. پرندگان افغانستان گوشتخوار و غیرگوشتخوار شکاری و غیرشکاری می‌باشند که تا اکنون حدود ۵۰۰ نوع پرنده گوشتخوار و غیرگوشتخوار تشخیص گردیده است. پرندگان گوشت‌خوار چون باشه شاهین لاش‌خوار و عقاب می‌باشد. پرندگان غیرگوشتخوار پرندگانی هستند که آواز مقبول دارند یا از گوشت آن‌ها استفاده می‌شود. انواعی که در افغانستان زیاده دَر رفت و آمد است، عبارتند از: مرغابی، کلنک سایبریائی، کوک زری، بودنه، کبک، کنری، گل سر، شانه سرک، تیهو، لک لک، فاخته، قمری، بلبل، سی سی، کلنگ، سیاه‌سینه، کبوتر، زاغ، کرکس، قاز، جل، باز، نیله زاغ، سائره، قره سینه، موسیچه، مینا، طوطی، جغد و ….

## مناطق پراهمیت پرندگان افغانستان
1. هامون هلمند در جنوب غرب افغانستان
2. هامون پوزک در جنوب غرب افغانستان
3. هامون صابری در جنوب غرب افغانستان
4. بند امیر در بامیان
5. جهیل زرقول در بدخشان افغانستان
6. جهیل چقمقتین در بدخشان افغانستان
7. جهیل شیوا در بدخشان افغانستان
8. جهیل سرغیلان بدخشان
9. آب استاده غزنی ۲۷۰۰۰ هکتار
10. در قد۲۰۰۰۰ هکتار
11. دشت ناور ۲۷۰۰۰ هکتار
12. وادی هریرود ۳۵۰۰۰ هکتار
13. امام صاحب ۲۰۰۰۰هکتار
14. جلال‌آباد ۲۵۰۰۰هکتار
15. قول حشمت خان ۱۹۰ هکتار
16. وادی پیچ و وایگل ۱۲۰۰۰۰هکتار
17. دشت راجستان ۳۰۰۰۰۰۰۰هکتار
18. خوست ۱۵۰۰۰۰هکتار
19. سفید کوه ۲۰۰۰۰۰هکتار
20. وادی سالنگ ۲۰۰۰هکتار[۳]

### انواع پرندگان افغانستان

#### غیرگنجشک‌شکلان
در جهان امروزی ۵۰ درصد پرندگان در تحت نام گنجشک‌شکلان یا گنجک‌سانان یا سبک‌بالان و ۵۰ درصد در جمله غیرگنجشک‌شکلان می‌آید. حدود ۳۸ خانواده یا ۲۵۳ گونه پرندگان افغانستان از جمله غیرگنجشک‌شکلان یا غیرسبک‌بالان می‌باشد. ۲۴۷ گونه یا ۳۵ فامیل در جمله گنجشک‌سانان شامل‌اند.
1. کشیم: در جهان ۲۰ نوع اسفرود وجود دارد و در افغانستان ۵ نوع آن زیست می‌نماید.
2. مرغ سقا : در جهان ۸ نوع مرغ سقا وجود دارد و درافغانستان ۳ نوع آن وجود دارد.
3. باکلان : در جهان ۳۸ نوع باکلان وجود دارد و در افغانستان ۳ نوع آن زیست می‌نماید.
4. حواصیل، بوتیمار و اگریت : در جهان ۶۱ نوع حواصیل وجود دارد و در افغانستان ۸ نوع آن زیست می‌نماید.
5. لک لک: در جهان ۱۹ نوع لک‌لک وجود دارد و در افغانستان ۲ نوع آن زیست می‌نماید.
6. کراس کج نول، و کفچه نول : در جهان ۲ نوع وجود دارد و در افغانستان نوع آن زیست می‌نماید.
7. فلامینگ: درجهان ۶ نوع فلامینگ وجود دارد و در افغانستان ۲ نوع آن زیست می‌نماید.
8. مرغابی غاز و قو : در جهان ۱۳۱ نوع مرغابی، غاز و قو وجود دارد و در افغانستان ۲۹ نوع نوع مرغابی، غاز و قو زیست می‌نماید. از جمله ۲۲ نوع مرغابی ۷ نوع قاز ۲ نوع قو زیست می‌نمایند.
9. هما یا عقاب دریائی: در جهان یک نوع وجود دارد و در افغانستان یک نوع آن زیست می‌نماید.
10. عقاب، کورکور و لاشخوار: در جهان ۲۳۳ نوع عقاب، باز و لاشخوار وجود دارد و در افغانستان ۳۰ نوع از این ۳ پرنده زیست می‌نماید.
11. عقابها: در افغانستان ۱۰ نوع آن زیست می‌نماید.
12. باز: در افغانستان ۱۵ نوع باز زیست می‌نماید.
13. لاشخوار: در افغانستان نوع ۵ نوع لاشخوار زیست می‌نماید.
14. شاهین: در جهان ۶۲ نوع وجود دارد و در افغانستان ۱۱ نوع آن زیست می‌نماید.
15. کبک و قرقاول : این دو پرنده در یک فامیل‌اند ولی پرنده نر قرقاول خیلی زیبا مانند طاووس می‌باشد. در جهان ۱۵۶ نوع وجود دارد و در افغانستان ۱۳ نوع آن زیست می‌نماید.
16. بودنه یا بلدرچین : در جهان ۱۶ نوع وجود دارد و در افغانستان یک نوع آن زیست می‌نماید.
17. درنا: در جهان ۱۵ نوع وجود دارد و در افغانستان ۳ نوع آن زیست می‌نماید.
18. یلوه، چنگر و طاوسک : در جهان ۱۴۳ نوع وجود دارد و در افغانستان ۸ نوع آن زیست می‌نماید. شکل این پرنده‌ها به قره قش و مرغابی می‌ماند.
19. میش مرغ، بوستارد، زنگوله‌بال: در جهان ۲۶ نوع وجود دارد و در افغانستان ۳ نوع آن زیست می‌نماید. این پرنده شکل مرغ ماکیان نصواری خالدار رنگ شباهت دارد.
20. Jacanas یا قره قش: در جهان ۸ نوع وجود دارد و در افغانستان یک نوع آن زیست می‌نماید.
21. باشلک بنگالی : در جهان ۲ نوع وجود دارد و در افغانستان یک نوع آن زیست می‌نماید. این حیوان به بلدرچین بزرگ که دارای منقار دراز باشد شباهت دارد.
22. صدف خوار: در جهان نوع ۱۱ وجود دارد و در افغانستان یک نوع آن زیست می‌نماید. این پرنده شباهت به کبوتر بزرگ سیاه سفید که دارای منقار دراز برنگ سرخ و چشمان سرخ باشد، شاهت دارد.
23. چوب پا و نول خنجری: در جهان ۹ نوع وجود دارد و در افغانستان ۲ نوع آن زیست می‌نماید. دارای بال سیاه جسم خورد پای خیلی دراز می‌باشد.
24. چاخ لقها: در جهان ۹ نوع وجود دارد و در افغانستان یک نوع آن زیست می‌نماید.
25. دودک و گلاریول: در جهان ۱۷ نوع وجود دارد و در افغانستان ۳ نوع آن زیست می‌نماید. این پرنده به موسیچه که قد بلند و نول دراز داشته باشد شباهت دارد.
26. خروس کلی و سلیم (شانه سرک): در جهان ۶۶ نوع وجود دارد و در افغانستان ۲۲ نوع آن زیست می‌نماید.
27. آبچلک، پاشلک و تیله دم: در جهان ۸۹ نوع وجود دارد و در افغانستان ۲۷ نوع آن زیست می‌نماید.
28. پرستوها و کاکاپی (غچی کلان): در جهان ۵۵ نوع وجود دارد در افغانستان ۸ نوع آن زیست می‌نماید.
29. کاکاپی : پرنده بحری است. در جهان ۴۴ نوع وجود دارد و در افغانستان ۸ نوع آن زیست می‌نماید.
30. باقرقره: در جهان ۱۶ نوع وجود دارد و در افغانستان ۷ نوع آن زیست می‌نماید.
31. کبوتر و قمری: در جهان ۳۰۸ نوع وجود دارد و در افغانستان ۱۱ نوع آن زیست می‌نماید.
32. طوطی: در جهان ۳۳۵ نوع وجود دارد و در افغانستان ۳ نوع آن زیست می‌نماید.
33. کوکوی یا فاخته: در جهان ۱۳۸ نوع وجود دارد و در افغانستان ۳ نوع آن زیست می‌نماید.
34. جغد یا بوم: در جهان ۱۹۵ نوع وجود دارد و در افغانستان ۱۰ نوع آن زیست می‌نماید.
35. شبگرد: در جهان ۸۶ نوع وجود دارد و در افغانستان ۴ نوع آن زیست می‌نماید.
36. غچی یا پرستو کوچک : در جهان ۹۸ نوع وجود دارد و در افغانستان ۳ نوع آن زیست می‌نماید.
37. شاه ماهی خوار: در جهان ۹۳ نوع وجود دارد و در افغانستان ۴ نوع آن زیست می‌نماید.
38. زنبور خوار: در جهان ۲۶ نوع وجود دارد و در افغانستان ۳ نوع آن زیست می‌نماید.
39. سبزقباسانان: در جهان ۱۲ نوع وجود دارد و در افغانستان ۲ نوع آن زیست می‌نماید.
40. هد هد: در جهان ۲ نوع وجود دارد و در افغانستان یک نوع آن زیست می‌نماید.
41. دارکوبها: در جهان ۲۱۸ نوع وجود دارد و در افغانستان ۵ نوع آن زیست می‌نماید.

#### گنجشک‌سانان
1. چکاوک: در جهان ۹۱ نوع چکاوک وجود دارد در افغانستان ۱۶ نوع آن زیست می‌نماید.
2. چلچله :از فامیل پرستو یا غچی می‌باشد. درجهان ۷۰ نوع وجود دارد و در افغانستان ۱۰ نوع آن زیست می‌نماید.
3. دم جمبانک‌ها و پپت: در جهان ۵۴ نوع وجود دارد در افغانستان ۱۵ نوع آن زیست می‌نماید.
4. عکک رنگهCuckoo-shrikes: در جهان نوع وجود دارد و در افغانستان نوع آن زیست می‌نماید.
5. بلبل: در جهان ۱۳۰ نوع وجود دارد و در افغانستان ۵ نوع آن زیست می‌نماید. از جمله بلبل نی نادراست.
6. گندشک طلائی : این پرنده کمیاب است. در جهان نوع ۷ وجود دارد و در افغانستان ۱ نوع آن زیست می‌نماید.
7. بال لاکی: در جهان ۳ نوع وجود دارد و در افغانستان ۱ نوع آن زیست می‌نماید.
8. میوه خورک: در جهان … نوع وجود دارد و در افغانستان یک نوع آن زیست می‌نماید.
9. غوطه زنک نصواری و سفید: در جهان ۵ نوع وجود دارد و در افغانستان ۲ نوع آن زیست می‌نماید.
10. الیکائی: در جهان ۸۰ نوع وجود دارد و در افغانستان ۱ نوع آن زیست می‌نماید.
11. صعوه: در جهان ۱۳ نوع وجود دارد و در افغانستان ۵ نوع آن زیست می‌نماید.
12. طرقه و توکای : در جهان ۳۳۵ نوع وجود دارد و در افغانستان۱۱ نوع آن زیست می‌نماید.
13. ملاگک : در جهان ۱۱۱ نوع وجود دارد و در افغانستان ۴ نوع آن زیست می‌نماید.
14. چکاوک دنیای قدیم: در جهان ۲۹۱ نوع وجود دارد و در افغانستان ۳۵ نوع آن زیست می‌نماید.
15. مگس خوار دنیای قدیم: در جهان ۲۷۴ نوع وجود دارد و در افغانستان ۳۹ نوع آن زیست می‌نماید.
16. شاه مکس خوار: در جهان ۹۹ نوع وجود دارد و در افغانستان یک نوع آن زیست می‌نماید.
17. گندشک بابولر: در جهان ۲۷۰ نوع وجود دارد و در افغانستان ۳ نوع آن زیست می‌نماید.
18. گندشک ریشو: در جهان ۲۰ نوع وجود دارد و در افغانستان یک نوع آن زیست می‌نماید.
19. چرخ ریسک دم دراز: در جهان ۹نوع وجود دارد و در افغانستان یک نوع آن زیست می‌نماید.
20. چرخ ریسک‌ها : در جهان ۵۹ نوع وجود دارد و در افغانستان ۸ نوع آن زیست می‌نماید.
21. کمرکلی کوچک یا ملخ خوار: در جهان ۲۴ نوع وجود دارد و در افغانستان ۴ نوع آن زیست می‌نماید.
22. دیوار خزک: در افغانستان یک نوع آن زیست می‌نماید.
23. درخت خیزک : در جهان ۶ نوع وجود دارد و در افغانستان یک نوع آن زیست می‌نماید.
24. تیره پشت بلوطی چرخ رسک: در جهان ۱۳ نوع وجود دارد و در افغانستان ۳ نوع آن زیست می‌نماید.
25. شهد خوار و جولاخوار: در جهان۱۳۱ نوع وجود دارد در افغانستان یک نوع آن زیست می‌نماید.
26. سارگیه چشم سفید : در جهان ۹۶ نوع وجود دارد و در افغانستان یک نوع آن زیست می‌نماید.
27. پری شاهرخ دنیای قدیم : در جهان نوع وجود دارد و در افغانستان نوع آن زیست می‌نماید.
28. سنگ چشم پشت سرخ: در جهان ۳۱ نوع وجود دارد و در افغانستان ۸ نوع آن زیست می‌نماید.
29. بوچانگاه: در جهان ۲۴ نوع وجود دارد و در افغانستان ۲ نوع برنگ خاکستری و سیاه زیست می‌نماید.
30. کلاغ‌ها: در جهان ۱۳۰ نوع سیاه سفید و رنگه وجود دارد و در افغانستان ۱۳ نوع آن زیست می‌نماید. این خانواده شامل انواع کلاغ، زاغ، زاغی، غراب و جیجاق می‌شود.
31. سار یا میناها: در جهان ۱۲۵ نوع وجود دارد و در افغانستان ۵ نوع آن زیست می‌نماید.
32. فنج : در جهان ۱۴۱ نوع وجود دارد و در افغانستان یک نوع آن زیست می‌نماید.
33. زردپره یا گل سر:از نوع گنجشکی است. در جهان ۲۷۵ نوع وجود دارد در افغانستان ۱۷ نوع آن زیست می‌نماید.
34. سهیره: در جهان ۱۳۷ نوع وجود دارد و در افغانستان ۲۴ نوع آن زیست می‌نماید.
35. گنجشکان: در جهان ۳۵ نوع وجود دارد و در افغانستان ۱۱ نوع آن زیست می‌نماید.

## شرایط زیست پرندگان در افغانستان
شرایط زیست پرندگان در افغانستان طبیعی بوده در مناطق پرجمعیت پرندگان از طرف دولت ویا مردم جیره داده نمی‌شود. به دلیل بی بند باری دولت ومردم تعداد زیادی پرندگان به خارج قاچاق گردیده باقی‌مانده نسل آن در حال انقراض‌اند. از جمله قاچاق شاهین و باشه درین اواخر ازدیاد یافته است. این پرنده طور قاچاق به پاکستان برده شده سپس به کشورهای عربی بفروش می‌رسد.
پس از سال ۲۰۰۲ اداره بنام محیط زیست و حفاظت حیات وحش تأسیس گردید. فعلاً این اداره به همکاری WSPA، اداره همکاری آمریکا،WCS,USIDو IUCN برنامه حفاظت حیات وحش را آغاز نموده است؛ که تا فعلاً ۵۰ نوع جانداران در فهرست تحت حفاظت شامل گردیده‌اند. این ادارات یک تعداد گونه‌های جدید جاندار را شناخت نموده و در لیست محافظت جا داده‌اند. بلبل نی که یکی از نادرترین پرنده است پس ۱۳۹ سال در منطقه واخان دوباره به مشاهده رسیده است.

## فهرست پرندگان افغانستان
| شماره | نام پرنده                                        | نام علمی                      | بزبان انگلیسی                | الگو |
| راسته کشم سانان: Podicipediformes |                                                  |                               |                              |      |
| فامیل مرغابی کشیم واسفرود: Podicipedidae در جهان ۲۰ نوع اسفرود وجود دارد که ۵ نوع ان در افغانستان دیده شده است. |                                                  |                               |                              |      |
| ۱ | کشم خورد                                         | Tachybaptus ruficollis        | Little Grebe                 |      |
| ۲ | کشسم گردن سرخ                                    | Podiceps grisegena            | Red-necked Grebe             |      |
| ۳ | کشیم بزرگ                                        | Podiceps cristatus            | Great Crested Grebe          |      |
| ۴ | کشیم تاجدار                                      | Podiceps auritus              | Slavonian Grebe              |      |
| ۵ | کشیم گردن سیاه                                   | Podiceps nigricollis          | Black-necked Grebe           |      |
| راسته: Pelecaniformes. |                                                  |                               |                              |      |
| خانواده: Pelecanidae در جهان ۸ نوع مرغ سقا وجود داردکه ۳ نوع آن در افغانستان زیست می‌نمایند. حیوان بزرگ ماهی خواربا منقار بزرگ و خریطه دار می‌باشد. این پرنده سخت مورد اذیت کشورهای آسیائی به‌خصوص افغانستان قرار دارد پرواز این پرنده کوتاه و به ارتفاع کم می‌باشد. |                                                  |                               |                              |      |
| ۷ | قطان سفید بزرگ                                   | Pelecanus onocrotalus         | Great White Pelican          |      |
| ۸ | قطان خال دار                                     | Pelecanus philippensis        | Spot-billed Pelican          |      |
| ۹ | قطان پرپری یا سگ قطان                            | Pelecanus crispus             | Dalmatian Pelican            |      |
| راسته: Pelecaniformes. |                                                  |                               |                              |      |
| فامیل: Phalacrocoracidae پرنده است که در کنار ساحل پیدا می‌شود. در جهان ۳۸ نوع این پرنده وجود دارد که از جمله ۳ ان در افغانستان به مشاهده رسیده است. شکارچیان ماهی این پرنده را به‌منظور شکار ماهی نگهداری می‌نمایند. در اروپا تعداد بیشتر از یک میلون این پرنده در حفاظت‌اند. برنگ‌های سیاه و سفید وجود دارد. |                                                  |                               |                              |      |
| ۱۱ | ازمند بزرگ                                       | Phalacrocorax carbo           | Great Cormorant              |      |
| ۱۲ | آزمند کوچک                                       | Phalacrocorax niger           | Little Cormorant             |      |
| ۱۳ | آزمند کوتوله                                     | Phalacrocorax pygmaeus        | Pygmy Cormorant              |      |
| راسته لک لک سانان: Ciconiiformes |                                                  |                               |                              |      |
| فامیل: Ardeidae فامیل Ardeidae دارای نوع بیترن‌ها، ایرونها، و اگریتها می‌باشد. ایرون‌ها و اگریتها دارای اندازه متوسط و بزرگ می‌باشد. هکذا دارای منقار و گردن دراز مانند لک لک‌ها می‌باشند ولی بیترن‌ها دارای گردن کوتاه و منقار و جسامت کوچک دارند. پرنده کنار ساحل است. بعضی نوع ایرون‌ها پرنده گان را نیز می‌خورند. در جهان ۶۱ نوع وجود دارد که ۸ نوع ان در افغانستان وجود دارد. این پرنده شباهت به کلنگ دارد. |                                                  |                               |                              |      |
| |                                                  |                               |                              |      |
| ۱۴ | حواصیل خاکستری                                   | Ardea cinerea                 | Grey Heron                   |      |
| ۱۵ | حواصیل بنفش                                      | Ardea purpurea                | Purple Heron                 |      |
| ۱۶ | حواصیل سفید                                      | Ardea alba                    | Great Egret                  |      |
| ۱۷ | حواصیل سفید خورد                                 | Egretta garzetta              | Little Egret                 |      |
| ۱۸ | حواصیل زرد                                       | Ardeola ralloides             | Squacco Heron                |      |
| ۱۹ | ایرون هندی                                       | Ardeola grayii                | Indian Pond Heron            |      |
| ۲۰ | حواصیل شب                                        | Nycticorax nycticorax         | Black-crowned Night Heron    |      |
| ۲۱ | حواصیل سبز                                       | Botaurus stellaris            | Great Bittern                |      |
| فامیل: Ciconiidae لک لک‌ها دارای پا دراز و منقار دراز و آواز بلند می‌باشند در جهان ۱۹ نوع وجود دارد که دو نوع آن در افغانستان دیده شده است. بعضی انواع ان مهاجرت می‌نمایند. |                                                  |                               |                              |      |
| ۲۲ | لک لک سیاه                                       | Ciconia nigra                 | Black Stork                  |      |
| ۲۳ | لک لک سفید                                       | Ciconia ciconia               | White Stork                  |      |
| . فامیل: Threskiornithidae |                                                  |                               |                              |      |
| ۲۴ | قره ناز                                          | Plegadis falcinellus          | Glossy Ibis                  |      |
| ۲۵ | کفچه نوک                                         | Platalea leucorodia           | Common Spoonbill             |      |
| راسته: Phoenicopteriformes. |                                                  |                               |                              |      |
| فامیلی: Phoenicopteridae در آب‌های کم عمق گشت وگذار دارند. دارای منقار پهن و کوتاه اند پاهای آن مانند لک لک درازاند. در جهان ۶ نوع وجود دارد دو گونه آن در افغانستان وجود دارد. |                                                  |                               |                              |      |
| ۲۶ | فلامینگ بزرگ                                     | Phoenicopterus roseus         | Greater Flamingo             |      |
| ۲۷ | فلامینگ کوچکتر                                   | Phoenicopterus minor          | Lesser Flamingo              |      |
| راسته: Anseriformes. |                                                  |                               |                              |      |
| خانواده: Anatidae این ۳نوع پرنده در میان پرهای خود مواد مخلق چربی را دارند بدین لحاظ در آب خوب شنا می‌نمایند. ۱۳۱گونه در جهان وجود دارد از جمله ۲۹ گونه آن در افغانستان وجود دارد. |                                                  |                               |                              |      |
| ۲۸ | قو ماکیان                                        | Cygnus olor                   | Mute Swan                    |      |
| ۲۹ | قو فریاد کش                                      | Cygnus cygnus                 | Whooper Swan                 |      |
| ۳۰ | غاز پیشانی سفید                                  | Anser albifrons               | Greater White-fronted Goose  |      |
| ۳۱ | قاز خاکستری                                      | Anser anser                   | Greylag Goose                |      |
| ۳۲ | قاز سر خال دار                                   | Anser indicus                 | Bar-headed Goose             |      |
| ۳۳ | آنقوت                                            | Tadorna ferruginea            | Ruddy Shelduck               |      |
| ۳۴ | تنجه یا صدف خوار                                 | Tadorna tadorna               | Common Shelduck              |      |
| ۳۵ | قاز خوتکا                                        | Nettapus coromandelianus      | Cotton Pygmy-goose           |      |
| ۳۶ | گیلار                                            | Anas penelope                 | Eurasian Wigeon              |      |
| ۳۷ | مرغابی کاکلی                                     | (Anas falcata                 | Falcated Duck                |      |
| ۳۸ | اردک ارده‌ای                                      | Anas strepera                 | Gadwall                      |      |
| ۳۹ | مرغابی کله ابلق                                  | Anas formosa                  | Baikal Teal                  |      |
| ۴۰ | خوتکا                                            | Anas crecca                   | Common Teal                  |      |
| ۴۱ | مرغابی سر سبز                                    | Anas platyrhynchos            | Mallard                      |      |
| ۴۲ | مرغابی دم جغه                                    | Anas acuta                    | Northern Pintail             |      |
| ۴۳ | خوتکا ابروسفید                                   | Anas querquedula              | Garganey                     |      |
| ۴۴ | اردک نول پهن                                     | Anas clypeata                 | Northern Shoveler            |      |
| ۴۵ | اردک مرمری                                       | Marmaronetta angustirostris   | Marbled Teal                 |      |
| ۴۶ | اردک تاجدار                                      | Netta rufina                  | Red-crested Pochard          |      |
| ۴۷ | اردک سر حنائی                                    | Aythya ferina                 | Common Pochard               |      |
| ۴۸ | اردک بلوطی                                       | Aythya nyroca                 | Ferruginous Duck             |      |
| ۴۹ | اردک سیاه کاکل                                   | Aythya fuligula               | Tufted Duck                  |      |
| ۵۰ | اردک سر سیاه                                     | Aythya marila                 | Greater Scaup                |      |
| ۵۱ | اسکوتر بال سفید                                  | Melanitta fusca               | Velvet Scoter                | -    |
| ۵۲ | اردک چشم طلائی                                   | Bucephala clangula            | Common Goldeneye             |      |
| ۵۳ | مرگوش سفید                                       | Mergellus albellus            | Smew                         |      |
| ۵۴ | مرگوش کاکلی                                      | Mergus serrator               | Red-breasted Merganser       |      |
| ۵۵ | مرگوش بزرگ                                       | Mergus merganser              | Goosander                    |      |
| ۵۶ | اردک سرسفید                                      | Oxyura leucocephala           | White-headed Duck            |      |
| راسته: Falconiformes. |                                                  |                               |                              |      |
| خانواده: Pandionidae یک نوع این پرنده در افغانستان حیات به‌سر می‌برند. |                                                  |                               |                              |      |
| ۵۷ | عقاب ماهیگیر                                     | Pandion haliaetus             | Osprey                       |      |
| راسته: Falconiformes |                                                  |                               |                              |      |
| خانواده: Accipitridae عقاب ، باز (سارگیه) و لاشخوارها(کرکس یا کل مرغ) ۲۳۳گونه در جهان وجود دارد از جمله ۳۰ گونه آن در افغانستان وجود دارد |                                                  |                               |                              |      |
| ۵۸ | سارگیه جنگلی                                     | Pernis apivorus               | European Honey Buzzard       |      |
| ۵۹ | کورکوربال سیاه                                   | Elanus caeruleus              | Black-shouldered Kite        |      |
| ۶۰ | کورکور حنائی                                     | Milvus milvus                 | Red Kite                     |      |
| ۶۱ | کورکور سیاه                                      | Milvus migrans                | Black Kite                   |      |
| ۶۲ | عقاب دریائی پالاس                                | Haliaeetus leucoryphus        | Pallas's Fish Eagle          |      |
| ۶۳ | عقاب دریایی دم سفید                              | Haliaeetus albicilla          | White-tailed Eagle           |      |
| ۶۴ | هما (مرغ استخوان خوار)                           | Gypaetus barbatus             | Lammergeier                  |      |
| ۶۵ | کرکس (لاشخوار) مصری                              | Neophron percnopterus         | Egyptian Vulture             |      |
| ۶۶ | کرکس پشت سفید                                    | Gyps bengalensis              | White-rumped Vulture         |      |
| ۶۷ | کل مرغ همالیائی                                  | Gyps himalayensis             | Himalayan Griffon            |      |
| ۶۸ | کرکس (دال)                                       | Gyps fulvus                   | Eurasian Griffon             |      |
| ۶۹ | دال سیاه                                         | Aegypius monachus             | Cinereous Vulture            |      |
| ۷۰ | عقاب مار خور                                     | Circaetus gallicus            | Short-toed Snake Eagle       |      |
| ۷۱ | سنقرتالابی                                       | Circus aeruginosus            | Western Marsh Harrier        |      |
| ۷۲ | سنقر خاکستری                                     | Circus cyaneus                | Hen Harrier                  |      |
| ۷۳ | سنقر سفید                                        | Circus macrourus              | Pallid Harrier               |      |
| ۷۴ | سنقر گندمزار                                     | Circus pygargus               | Montagu's Harrier            |      |
| ۷۵ | پیغوی کوچک                                       | Accipiter badius              | Shikra                       |      |
| ۷۶ | قرقی                                             | Accipiter nisus               | Eurasian Sparrowhawk         |      |
| ۷۷ | باز                                              | Accipiter gentilis            | Northern Goshawk             |      |
| ۷۸ | سارگپه چشم سفید                                  | Butastur teesa                | White-eyed Buzzard           |      |
| ۷۹ | ساگه معمولی                                      | Buteo buteo                   | Common Buzzard               |      |
| ۸۰ | سارگپه پا بلند                                   | Buteo rufinus                 | Long-legged Buzzard          |      |
| ۸۱ | سارگپه پر پا                                     | Buteo lagopus                 | Rough-legged Buzzard         |      |
| ۸۲ | عقاب خالدار بزرگ                                 | Aquila clanga                 | Greater Spotted Eagle        |      |
| ۸۳ | عقاب صحرایی                                      | Aquila nipalensis             | Steppe Eagle                 |      |
| ۸۴ | عقاب شاهی - شاه باز                              | Aquila heliaca                | Imperial Eagle               |      |
| ۸۵ | عقاب طلایی                                       | Aquila chrysaetos             | Golden Eagle                 |      |
| ۸۶ | عقاب بونیلی                                      | Aquila fasciatus              | Bonelli's Eagle              |      |
| ۸۷ | عقاب بوت یا عقاب مهاجر                           | Aquila pennatus               | Booted Eagle                 |      |
| خانواده:Falconidae شاهین سانان (Falcons)این گونه پرنده‌ها از عقاب باشه هاکس و باز فرق دارد زیرا شکار را به عوض پای با منقار می‌کشند. در جهان ۶۲ گونه ازین پرنده وجود دارد که از چمله ۱۱ نوع آن در افغانستان زیست دارند. |                                                  |                               |                              |      |
| ۸۸ | دلیجه کوچک / شاهین کوچک                          | Falco naumanni                | Lesser Kestrel               |      |
| ۸۹ | دلیجه                                            | Falco tinnunculus             | Common Kestrel               |      |
| ۹۰ | شاهین پاسرخ                                      | Falco vespertinus             | Red-footed Falcon            |      |
| ۹۱ | شاهین آمور                                       | Falco amurensis               | Amur Falcon                  |      |
| ۹۲ | شاهین ترمتای                                     | Falco columbarius             | Merlin                       |      |
| ۹۳ | لیل (شاهین زیبا)                                 | Falco subbuteo                | Eurasian Hobby               |      |
| ۹۴ | شاهین بلوچی                                      | Falco jugger                  | Laggar Falcon                |      |
| ۹۵ | شاهین چرخ یا بالابان                             | Falco cherrug                 | Saker Falcon                 |      |
| ۹۶ | شاهین کوچک                                       | Falco rusticolus              | Gyrfalcon                    |      |
| ۹۷ | بحری (شاهین)                                     | Falco pelegrinoides           | Barbary Falcon               |      |
| ۹۸ | بحری                                             | Falco peregrinus              | Peregrine Falcon             |      |
| راسته ماکیانسانان:Galliformes |                                                  |                               |                              |      |
| خانواده: Phasianidae انواع کبک و قرقاول: پرنده گان این فامیل خیلی زیبا می‌باشد. قرقاول که بنام خراس جنگلی و صحرا یاد می‌شود خیلی زیبا می‌باشدو. انواع که در ین فامیل شامل اند شامل کبک، قرقاول، بلدرچین (بودنه)، کبک برفی، دراج مرغ، باقرقره، بوقلمون، تیهو، و طاووس است. در جهان ۱۵۶ گونه ازین نوع وجود دارد از جمله ۱۳ نوع آن در افغانستان حیات به‌سر می‌برند. |                                                  |                               |                              |      |
| ۹۹ | کبک دری تبت                                      | Tetraogallus tibetanus        | Tibetan Snowcock             |      |
| ۱۰۰ | کبک دری همالیائی                                 | Tetraogallus himalayensis     | Himalayan Snowcock           |      |
| ۱۰۱ | کبک                                              | Alectoris chukar              | Chukar                       |      |
| ۱۰۲ | کبک سی سی                                        | Ammoperdix griseogularis      | See-see Partridge            |      |
| ۱۰۳ | دراج سیاه                                        | Francolinus francolinus       | Black Francolin              |      |
| ۱۰۴ | مرغ جیرفتی                                       | Francolinus pondicerianus     | Grey Francolin               |      |
| ۱۰۵ | بلدرچین معمولی (بودنه)                           | Coturnix coturnix             | Common Quail                 |      |
| ۱۰۶ | بلدرچین بارانی                                   | Coturnix coromandelica        | Rain Quail                   |      |
| ۱۰۷ | قرقاول                                           | Pucrasia macrolopha           | Koklass Pheasant             |      |
| ۱۰۸ | مونال هیمالیایی                                  | Lophophorus impejanus         | Himalayan Monal              |      |
| ۱۰۹ | قرقاول سرخوش                                     | Catreus wallichi              | Cheer Pheasant               |      |
| ۱۱۰ | قرقاول گردن حلقه‌ای                               | Phasianus colchicus           | Common Pheasant              |      |
| خانواده: Turnicidae این پرندگان شباهت زیاد به بلدر چینان دارد. نر و ماده آن کدام تفاوت چهره ندارد. صرف جنس ماده روشنتر از نر است. پرنده نر بالای تخم نشسته و چوچه را به دنیا می‌آورد. در جهان ۱۶ گونه وجود دارد در افغانستان یکنوع این پرنده وجود دارد. |                                                  |                               |                              |      |
| ۱۱۱ | جل                                               | Turnix sylvatica              | Small Buttonquail            |      |
| = خانواده: Gruidae کلنگ پرنده دراز پا و گردن می‌باشد. در اثنا پرواز پی هم نمی‌روند. کلنگ دارای رقص و دانس مخصوص‌اند. در اثنا پرواز قیل و قال می‌کند. در جهان ۱۵ نوع وجود دارد در افغانستان ۳ نوع آن زیست می‌نمایند. |                                                  |                               |                              |      |
| ۱۱۲ | درنا یا کلنگ خاکستری                             | Anthropoides virgo            | Demoiselle Crane             |      |
| ۱۱۳ | کلنگ سایبریائی                                   | Grus leucogeranus             | Siberian Crane               |      |
| ۱۱۴ | کلنگ معمولی                                      | Grus grus                     | Common Crane                 |      |
| = خانواده: Rallidae جنس:چنگر یلوه طاوسک می‌باشد. یک خانواده بزرگ بوده که دارای جسامت خورد و بزرگ می‌باشند. این پرندگانی باتلاقی در کنار دریا جهیل آب استاده و درمیان علفزار زندگی می‌نمایند. اغلب خود را از انظار مخفی می‌سازند و بیشتر صدایشان شنیده می‌شود تا اینکه دیده شوند. بال‌هائی کوتاه و گرد دارند، دمشان کوتاه است و اغلب آن را بالا نگه می‌دارند. پرواز آن‌ها معمولاً کوتاه مدت است و در این حالت پاها و پنجه‌های بلندشان آویزان قرار می‌گیرد. در این تیره چنگرها پرجثه‌ترند با سری نسبتاً کوچک و پنجه‌های بلند که متناسب با راه رفتن روی گیاهان آبزی است هنگام شنا اغلب سر خود را تکان می‌دهند. نر و ماده آن‌ها معمولاً همشکل است و بیشتر آن‌ها تک‌زی هستند. روی زمین یا در نیزارها آشیانه می‌سازند. از مواد مختلف حیوانی و گیاهی برای تغذیه استفاده می‌کنند. در جهان ۱۴۳ گونه وجود دارد از جمله ۸ نوع آن در افغانستان حیات به‌سر می‌برند. |                                                  |                               |                              |      |
| ۱۱۵ | یلوه آبی                                         | Rallus aquaticus              | Water Rail                   |      |
| ۱۱۶ | یلوه حنایی                                       | Crex crex                     | Corn Crake                   |      |
| ۱۱۷ | یلوه کوچک                                        | Porzana parva                 | Little Crake                 |      |
| ۱۱۸ | یلوه نوکسبز                                      | Porzana pusilla               | Baillon's Crake              |      |
| ۱۱۹ | یلوه خالدار                                      | Porzana porzana               | Spotted Crake                |      |
| ۱۲۰ | طاووسک                                           | Porphyrio porphyrio           | Purple Swamphen              |      |
| ۱۲۱ | چارخو یا چنگر نوکسرخ                             | Gallinula chloropus           | Common Moorhen               |      |
| ۱۲۲ | چنگر                                             | Fulica atra                   | Eurasian Coot                |      |
| خانواده: سیمرغان هوبرهOtididae این پرندگان دارای پاهای بزرگ و ناخون‌های قوی می‌باشند. گردن و پاهایشان دراز است و بال‌های پهنی دارند. منقارشان کلفت و نسبتاً پهن است از پرندگان دنیای قدیم‌اند. پرندگانی هستند خشک‌زی که بیشتر در جای خشک و دشت‌های پر علف و زمین‌های زراعتی زندگی می‌کنند. آرام و با گردنی کشیده راه می‌روند، اغلب خود را از انظار مخفی می‌سازند و به محض احساس خطر صدا می‌کنند یا به سرعت می‌دوند و کمتر پرواز می‌کنند. در زمان تولید نسل به تهنائی زندگی می‌نمایند در غیر به‌طور دسته جمعی دیده می‌شوند. نر و ماده آن‌ها همشکل نمی‌باشند. در روی زمین آشیانه می‌سازند و همه چیز را می‌خورند. در جهان ۸ گونه از این پرندگان وجود دارد که ۳ نوع آن در افغانستان زندگی می‌نمایند. |                                                  |                               |                              |      |
| ۱۲۳ | میش مرغ                                          | Otis tarda                    | Great Bustard                |      |
| ۱۲۴ | هوبره                                            | Chlamydotis undulata          | Houbara Bustard              |      |
| ۱۲۵ | زنگوله بال                                       | Tetrax tetrax                 | Little Bustard               |      |
| راسته آبچلیک سانان: Charadriiformes. |                                                  |                               |                              |      |
| خانواده: Jacanidae در جهان ۸ گونه از این پرندگان وجود دارد که ۱ نوع آن در افغانستان زندگی می‌نمایند. |                                                  |                               |                              |      |
| ۱۲۶ | جاسان دم قرقاول                                  | Hydrophasianus chirurgus      | Pheasant-tailed Jacana       |      |
| خانواده: Rostratulidae دارای پای کوتاه بدن دراز می‌باشد. در جهان ۲ گونه وجود دارد در افغانستان یکنوع آن پیدا می‌شود. |                                                  |                               |                              |      |
| ۱۲۷ | یاشلک زیبا                                       | Rostratula benghalensis       | Greater Painted-snipe        |      |
| خانواده: Haematopodidae پرندگان بزرگ و پر سر و صدا هستند، دارای جسامت و نول قوی‌اند. ۱۱ نوع درجهان وجود دارد که از جمله یکنوع آن در افغانستان زیست می‌نمایند. |                                                  |                               |                              |      |
| ۱۲۸ | صدف خوار                                         | Haematopus ostralegus         | Eurasian Oystercatcher       |      |
| خانواده: Recurvirostridae در جهان ۹نوع وجود دارد از جمله ۲ نوع آن در افغانستان پیدا می‌شود. |                                                  |                               |                              |      |
| ۱۲۹ | منقار دراز                                       | Himantopus himantopus         | Black-winged Stilt           |      |
| ۱۳۰ | کج نول                                           | Recurvirostra avosetta        | Pied Avocet                  |      |
| خانواده چاخ لق: Burhinidae یک خانواده بزرگ از خانواده چاخ لقان است. در مناطق خشک وحاره زندگی می‌نمایند. در جهان ۹نوع وجود دارد از جمله یک نوع آن در افغانستان پیدا می‌شود. |                                                  |                               |                              |      |
| ۱۳۱ | چاخ لق                                           | Burhinus oedicnemus           | Eurasian Thick-knee          |      |
| خانواده گلاریول:Glareolidae این خانواده دارای پا کوتاه دم و بال دراز می‌باشند. در جهان ۱۷گونه وجود دارد که ۳ آن در افغانستان دیده می‌شود. |                                                  |                               |                              |      |
| ۱۳۲ | دودوئک                                           | Cursorius cursor              | Cream-coloured Courser       |      |
| ۱۳۳ | گلاریول بال سرخ                                  | Glareola pratincola           | Collared Pratincole          |      |
| ۱۳۴ | گلاریول کوچک                                     | Glareola lactea               | Small Pratincole             |      |
| = خانواده سلیمیان و خروس کلی:Charadriidae خانواده سلیمیان شامل سلیم، سلیم کوهی، و خروس کولی. می‌باشد. دارای جسامت کوچک یا متوسط بدن پهن گردن کوتاه، ضخیم قدامت و بال دراز دارند. در سراسر جهان یافت می‌شود عمدتاً در زیستگاه‌های نزدیک به آب یافت می‌شود، هر چند موارد استثنا هم وجود دارد. ۶۶ گونه در سراسر جهان و ۱۲ گونه آن در افغانستان زیست می‌نماید. |                                                  |                               |                              |      |
| ۱۳۵ | خروس کولی                                        | Vanellus vanellus             | Northern Lapwing             |      |
| ۱۳۶ | دیدومک                                           | Vanellus indicus              | Red-wattled Lapwing          |      |
| ۱۳۷ | خروس کولی دشتی                                   | Vanellus gregarius            | Sociable Lapwing             |      |
| ۱۳۸ | خروس کولی دم سفید                                | Vanellus leucurus             | White-tailed Lapwing         |      |
| ۱۳۹ | سلیم طلایی                                       | Pluvialis fulva               | Pacific Golden Plover        |      |
| ۱۴۰ | سلیم خاکستری                                     | Pluvialis squatarola          | Grey Plover                  |      |
| ۱۴۱ | سلیم طوقی                                        | Charadrius hiaticula          | Ringed Plover                |      |
| ۱۴۲ | سلیم طوقی کوچک                                   | Charadrius dubius             | Little Ringed Plover         |      |
| ۱۴۳ | سلیم کوچک                                        | Charadrius alexandrinus       | Kentish Plover               |      |
| ۱۴۴ | سلیم شنی کوچک                                    | Charadrius mongolus           | Lesser Sand Plover           |      |
| ۱۴۵ | سلیم شنی                                         | Charadrius leschenaultii      | Greater Sand Plover          |      |
| ۱۴۶ | سلیم سینه بلوطی                                  | Charadrius asiaticus          | Caspian Plover               |      |
| = خانواده آبچلک‌ها و همگونه آن:Scolopacidae پرندگانی هستند آبچر با پاهای نسبتاً بلند یا خیلی بلند، بال‌های دراز که معمولاً نوک تیز و زاویه‌دار است و منقار دراز و باریک که ممکن است راست یا خمیده باشد. پر و بال آن‌ها اغلب در تابستان و زمستان متفاوت است. نوار بالی و طرح دمگاه و دم در تشخیص آن‌ها اهمیت زیادی دارد. بیشتر آن‌ها مهاجرند و تابستان‌ها را در سواحل جنوب منطقه زادوولد خود می‌گذرانند نسبتاً اجتماعی هستند و بعضی از آن‌ها گله‌های بزرگ تشکیل می‌دهند. نر و ماده آن‌ها همشکل است. معمولاً روی زمین آشیانه می‌سازند. جوجه آن‌ها پوشیده از کرک‌پر است و بعد از خروج از تخم قادر به فعالیت می‌باشد. غذایشان شامل مواد مختلف حیوانی و بعضی مواد گیاهی است. ۸۹نوع آن در جهان وجود دارد از جمله ۲۷ نوع ان در افغانستان یافت می‌شود. |                                                  |                               |                              |      |
| ۱۴۷ | ابیا                                             | Scolopax rusticola            | Eurasian Woodcock            |      |
| ۱۴۸ | پاشلک کوچک                                       | Lymnocryptes minimus          | Jack Snipe                   |      |
| ۱۴۹ | پاشلک تک زی                                      | Gallinago solitaria           | Solitary Snipe               |      |
| ۱۵۰ | پاشلک دم باریک                                   | Gallinago stenura             | Pintail Snipe                |      |
| ۱۵۱ | پاشلک معمولی                                     | Gallinago gallinago           | Common Snipe                 |      |
| ۱۵۲ | گیلانشاه بال سفید                                | Limosa limosa                 | Black-tailed Godwit          |      |
| ۱۵۳ | گیلانشاه حنایی                                   | Limosa lapponica              | Bar-tailed Godwit            |      |
| ۱۵۴ | گیلانشاه ابروسفید                                | Numenius phaeopus             | Whimbrel                     |      |
| ۱۵۵ | گیلانشاه خالدار                                  | Numenius tenuirostris         | Slender-billed Curlew        |      |
| ۱۵۶ | آبچلیک خالدار                                    | Tringa erythropus             | Spotted Redshank             |      |
| ۱۵۷ | آبچلیک پاسرخ                                     | Tringa totanus                | Common Redshank              |      |
| ۱۵۸ | آبچلیک تالابی                                    | Tringa stagnatilis            | Marsh Sandpiper              |      |
| ۱۵۹ | آبچلیک پا سبز                                    | Tringa nebularia              | Common Greenshank            |      |
| ۱۶۰ | گیلانشاه معمولی                                  | Numenius arquata              | Eurasian Curlew              |      |
| ۱۶۱ | آبچلیک تکزی                                      | Tringa ochropus               | Green Sandpiper              |      |
| ۱۶۲ | آبچلیک دودی                                      | Tringa glareola               | Wood Sandpiper               |      |
| ۱۶۳ | آبچلیک نوک سر بالا                               | Xenus cinereus                | Terek Sandpiper              |      |
| ۱۶۴ | آبچلیک آواز خوان                                 | Actitis hypoleucos            | Common Sandpiper             |      |
| ۱۶۵ | سنگ گردان                                        | Arenaria interpres            | Ruddy Turnstone              |      |
| ۱۶۶ | تلیله ساندرلینگ                                  | Calidris alba                 | Sanderling                   |      |
| ۱۶۷ | تلیله کوچک                                       | Calidris minuta               | Little Stint                 |      |
| ۱۶۸ | تلیله دم سفید                                    | Calidris temminckii           | Temminck's Stint             |      |
| ۱۶۹ | تلیله بلوطی                                      | Calidris ferruginea           | Curlew Sandpiper             |      |
| ۱۷۰ | تلیلهٔ شکم سیاه                                   | Calidris alpina               | Dunlin                       |      |
| ۱۷۱ | تلیلهٔ نوک پهن                                    | Limicola falcinellus          | Broad-billed Sandpiper       |      |
| ۱۷۲ | آبچلیک شکیل                                      | Philomachus pugnax            | Ruff                         |      |
| ۱۷۳ | شناگر گردن سرخ                                   | Phalaropus lobatus            | Red-necked Phalarope         |      |
| خانواده کاکاپی، مرغان دریائی، ماهی خورک، مرغ نوروزی: Laridae این خانواده دارای جسامت متوسط ویا بزرگ‌اند. رنگ این پرندگان معمولاً خاکستری یا سفید، که اغلب درای نشانه‌های سیاه و سفید بر روی سر یا بال می‌باشند. آن‌ها چاق و چله، منقار دراز و پاها پرده دار می‌باشند. ۵۵ گونه آن‌ها در سراسر جهان زیست می‌نماید ۸ گونه در افغانستان وجود دارد. |                                                  |                               |                              |      |
| ۱۷۴ | کاکایی نوک سبز                                   | Larus canus                   | Common Gull                  |      |
| ۱۷۵ | کاکایی نقره‌ای                                    | Larus argentatus              | Herring Gull                 |      |
| ۱۷۶ | کاکایی پشت سیاه                                  | Larus fuscus                  | Lesser Black-backed Gull     |      |
| ۱۷۷ | کاکایی پازرد                                     | Larus cachinnans              | Caspian Gull                 |      |
| ۱۷۸ | کاکایی بزرگ (کاکایی سر سیاه بزرگ                 | Larus ichthyaetus             | Great Black-headed Gull      |      |
| ۱۷۹ | کاکایی سر قهوه‌ای                                 | Larus brunnicephalus          | Brown-headed Gull            |      |
| ۱۸۰ | کاکایی سرسیاه                                    | Larus ridibundus              | Black-headed Gull            |      |
| ۱۸۱ | کاکایی صورتی                                     | Larus genei                   | Slender-billed Gull          |      |
| خانواده پرستوهای دریایی: Sternidae گروه پرندگان دریائی درای جسامت متوسط و بزرگ می‌باشند. به‌طور کلی آبزی می‌باشند. رنگ پرهای این‌ها طور معمول خاکستری یا سفید بوده اغلب نشانه‌های سیاه و سفید بر روی سر خود دارند. اکثر این خانواده شکار ماهی را می‌نمایند اما برخی از حشرات سطح آب شیرین تغذیه می‌نمایند. به‌طور کلی طول عمر اینگونه پرندگان بیش از ۲۵ تا ۳۰ سال میبشد. در سراسر جهان ۴۴ گونه وجود دارد که ۸ گونه آن در افغانستان وجود دارد. |                                                  |                               |                              |      |
| ۱۸۲ | پرستو دریایی نوک کاکایی (پرستو دریایی نو ک کلفت) | Sterna nilotica               | Gull-billed Tern             |      |
| ۱۸۳ | پرستو دریایی خزر                                 | Sterna caspia                 | Caspian Tern                 |      |
| ۱۸۴ | پرستو دریایی رودخانه زی                          | Sterna aurantia               | River Tern                   |      |
| ۱۸۵ | پرستوی دریایی معمولی                             | Sterna hirundo                | Common Tern                  |      |
| ۱۸۶ | پرستو دریایی کوچک                                | Sterna albifrons              | Little Tern                  |      |
| ۱۸۷ | پرستوی. دریائی گونه. سفید                        | Chlidonias hybridus           | Whiskered Tern               |      |
| ۱۸۸ | پرستوی دریایی بال سفید                           | Chlidonias leucopterus        | White-winged Tern            |      |
| ۱۸۹ | پرستو دریایی سیاه،                               | Chlidonias niger              | Black Tern                   |      |
| خانواده کوکریان: Pteroclidae باقرقره دارای بدن کوچک سر و گردن آن کبوتر مانند اما محکم فشرده است. آن‌ها به مدت طولانی می‌توانند پرواز نمایند. پرنده گله پرواز پاهای آن‌ها از انگشتان پر شده است. ۱۶ گونه در سراسر جهان و ۷ گونه آن در افغانستان زیست می‌نمایند. |                                                  |                               |                              |      |
| ۱۹۰ | باقرقرهٔ راه راه                                  | Pterocles lichtensteinii      | Lichtenstein's Sandgrouse    |      |
| ۱۹۱ | باقرقره تبیتی                                    | Syrrhaptes tibetanus          | Tibetan Sandgrouse           |      |
| ۱۹۲ | کوکر دم دراز                                     | Syrrhaptes paradoxus          | Pallas's Sandgrouse          |      |
| ۱۹۳ | کوکر طلایی یا کوکر شکم سفید                      | Pterocles alchata             | Pin-tailed Sandgrouse        |      |
| ۱۹۴ | کوکر خالدار                                      | Pterocles senegallus          | Spotted Sandgrouse           |      |
| ۱۹۵ | کوکر شکم سیاه                                    | Pterocles orientalis          | Black-bellied Sandgrouse     |      |
| ۱۹۶ | با قرقره گندمی                                   | Pterocles coronatus           | Crowned Sandgrouse           |      |
| راسته:کبوتر: Columbiformes.. |                                                  |                               |                              |      |
| خانواده کبوتران: Columbidae شامل (کبوتر قمری فاخته)اند. در جهان ۳۰۸ نوع وجود دارد از جمله ۱۱ گونه آن در افغانستان دیده می‌شود. |                                                  |                               |                              |      |
| ۱۹۷ | کبوتر خانگی                                      | Columba livia                 | Rock Pigeon                  |      |
| ۱۹۸ | کبوتر کوهی                                       | Columba rupestris             | Hill Pigeon                  |      |
| ۱۹۹ | کبوتر برفی                                       | Columba leuconota             | Snow Pigeon                  |      |
| ۲۰۰ | کبوتر کوهپایه                                    | Columba oenas                 | Stock Dove                   |      |
| ۲۰۱ | فاخته خاوری                                      | Columba eversmanni            | Yellow-eyed Pigeon           | بعداً |
| ۲۰۲ | فاخته                                            | Columba palumbus              | Common Wood Pigeon           |      |
| ۲۰۳ | قمری                                             | Streptopelia turtur           | Eurasian Turtle Dove         |      |
| ۲۰۴ | قمری خاوری                                       | Streptopelia orientalis       | Oriental Turtle Dove         |      |
| ۲۰۵ | یا کریم یا موسیچه                                | Streptopelia decaocto         | Eurasian Collared Dove       |      |
| ۲۰۶ | قمری خالدار                                      | Streptopelia chinensis        | Spotted Dove                 |      |
| ۲۰۷ | قُمریِ خانگی                                       | Streptopelia senegalensis     | Laughing Dove                |      |
| راسته طوطی‌سانان: Psittaciformes |                                                  |                               |                              |      |
| خانواده طوطی: Psittacidae در جهان ۳۳۵ نوع وجود دارد از جمله ۳ گونه آن در افغانستان دیده می‌شود. |                                                  |                               |                              |      |
| ۲۰۸ | شاه طوطی                                         | Psittacula eupatria           | Alexandrine Parakeet         |      |
| ۲۰۹ | طوطی طوق صورتی یا طوطی سبز                       | Psittacula krameri            | Rose-ringed Parakeet         |      |
| ۲۱۰ | طوطی همالیائی                                    | Psittacula himalayana         | Slaty-headed Parakeet        |      |
| راسته کوکوسانان: Cuculiformes. |                                                  |                               |                              |      |
| خانواده کوکو: Cuculidae این خانواده شامل کوکو رودنرها و انیس می‌باشد. با کبوتر و بلبل شباهت دارند. در جهان ۱۳۸ نوع وجود دارد از جمله ۳ گونه آن در افغانستان دیده می‌شود. |                                                  |                               |                              |      |
| ۲۱۱ | کوکوی تاجدار (ابلق)                              | Clamator jacobinus            | Pied Cuckoo                  |      |
| ۲۱۲ | کوکو                                             | Cuculus canorus               | Common Cuckoo                |      |
| ۲۱۳ | کوکو کوچک                                        | Cuculus poliocephalus         | Lesser Cuckoo                | -    |
| راسته جغد: Strigiformes. |                                                  |                               |                              |      |
| خانواده جغدها:Strigidae دارای جسامتهای خورد تا بزرگ می‌باشند. چشمان بزرگ دارند که حدقه آن خورد و بزرگ می‌شوند بنام دسک می‌گویند. در جهان ۱۹۵ نوع وجود دارد از جمله۱۰ گونه آن در افغانستان دیده می‌شود. |                                                  |                               |                              |      |
| ۲۱۴ | مرغ حق جنوبی                                     | Otus brucei                   | Pallid Scops Owl             |      |
| ۲۱۵ | مرغ حق                                           | Otus scops                    | European Scops Owl           |      |
| ۲۱۶ | شاهبوف                                           | Bubo bubo                     | Eurasian Eagle Owl           |      |
| ۲۱۷ | جغد ماهیخوار                                     | Ketupa zeylonensis            | Brown Fish Owl               |      |
| ۲۱۸ | جغد جنگلی                                        | Strix aluco                   | Tawny Owl                    |      |
| ۲۱۹ | جغد کولارید                                      | Glaucidium brodiei            | Collared Owlet               |      |
| ۲۲۰ | جغد کوچک خالدار                                  | Athene brama                  | Spotted Owlet                |      |
| ۲۲۱ | جغد کوچک                                         | Athene noctua                 | Little Owl                   |      |
| ۲۲۲ | جغد شاخدار                                       | Asio otus                     | Long-eared Owl               |      |
| ۲۲۳ | جغد تالابی                                       | Asio flammeus                 | Short-eared Owl              |      |
| راسته: Caprimulgiformes. |                                                  |                               |                              |      |
| خانواده شبگرد:Caprimulgidae پرنده مهاجر تابستان در مناطق آسیا و زمستان در آفریقا به‌سر می‌برد. در زمین تخم می‌گزارند. جسامت متوسط بال دراز پای کوتاه وکم گردش می‌کنند. در جهان ۸۶ نوع وجود دارد از جمله۴ گونه آن در افغانستان دیده می‌شود. |                                                  |                               |                              |      |
| ۲۲۴ | شبگرد معمولی                                     | Caprimulgus europaeus         | Eurasian Nightjar            |      |
| ۲۲۵ | شبگرد مصری                                       | Caprimulgus aegyptius         | Egyptian Nightjar            |      |
| ۲۲۶ | شبگرد بلوچی                                      | Caprimulgus mahrattensis      | Sykes's Nightjar             |      |
| ۲۲۷ | شبگرد هندی                                       | Caprimulgus asiaticus         | Indian Nightjar              |      |
| راسته پرستو سانان: Apodiformes.. |                                                  |                               |                              |      |
| خانواده پرستو:Apodidae پرنده گان کوچک‌اند. دارای پا کوتاه‌اند. در جهان ۹۸ نوع ازین پرنده وجود دار ۳ نوع آن در افغانستان زندگی می‌کنند. |                                                  |                               |                              |      |
| ۲۲۸ | پرستوی شکم سفید                                  | Tachymarptis melba            | Alpine Swift                 |      |
| ۲۲۹ | پرستوی معمولی یا ابابیل                          | Apus apus                     | Common Swift                 |      |
| ۲۳۰ | پرستوی کوچک                                      | Apus affinis                  | Little Swift                 |      |
| راسته سبزقباسانان: Coraciiformes |                                                  |                               |                              |      |
| خانواده ماهی‌خورک‌ها: Alcedinidae درای سر بزرگ منقار دراز و قوی و پای کوتاه می‌باشند. ۹۳ نوع این پرنده در جهان وجود دارد از جمله۴ نوع آن در افغانستان زیست می‌نمایند. |                                                  |                               |                              |      |
| ۲۳۱ | ماهی خورک معمولی                                 | Alcedo atthis                 | Common Kingfisher            |      |
| ۲۳۲ | ماهی خورک سینه سفید                              | Halcyon smyrnensis            | White-throated Kingfisher    |      |
| ۲۳۳ | ماهی خورک کاکلدار                                | Megaceryle lugubris           | Crested Kingfisher           |      |
| ۲۳۴ | ماهی خورک ابلق                                   | Ceryle rudis                  | Pied Kingfisher              |      |
| خانواده زنبور خور:Meropidae ۲۶ نوع این پرنده در جهان وجود دارد از جمله۳ نوع آن در افغانستان زیست می‌نمایند. |                                                  |                               |                              |      |
| ۲۳۵ | زنبور خور کوچک                                   | Merops orientalis             | Green Bee-eater              |      |
| ۲۳۶ | زنبورخوار گلوخرمایی                              | Merops persicus               | Blue-cheeked Bee-eater       |      |
| ۲۳۷ | زنبور خور معمولی                                 | Merops apiaster               | European Bee-eater           |      |
| خانواده سبز قبا: Coraciidae پرندگانی هستند کلاغ مانند و خوشرنگ با منقاری قوی، گردن کوتاه و پاهای نیرومند می‌باشد. پرواز نمایشی آن‌ها شامل چرخش‌ها و معلق زدن‌های جالب است. اغلب بدون حرکت در جاهای بلند می‌نشینند، و از آنجا برای شکار حشره‌ها، مارمولک‌ها و دیگر حیوانات کوچک بسوی زمین پرواز می‌کنند. پرواز تنها را خوش دارند. نرو و مادهٔ آن‌ها هم شکل است و در سوراخ‌ها آشیانه می‌سازند. ۱۲ نوع این پرنده در جهان وجود دارد از جمله۲ نوع آن در افغانستان زیست می‌نمایند. |                                                  |                               |                              |      |
| ۲۳۸ | سبز قبا                                          | Coracias garrulus             | European Roller              |      |
| ۲۳۹ | سبز قبای هندی                                    | Coracias benghalensis         | Indian Roller                |      |
| خانواده هدهدیان: Upupidae هُدهُد یا شانه‌بسَر یا مرغ سلیمان نام یکی از پرندگان از خانواده هدهدیان است. زیستگاه این پرنده بیشتر در آسیا، اروپا و آفریقای شمالی است. این پرنده دارای سر بزرگ و از چهار رنگ یعنی آبی سیاه سفید نارنجی ساخته شده است. در جهان دو نوع وجود دارد از جمله یکنوع آن در افغانستان وجود دارد. |                                                  |                               |                              |      |
| ۲۴۰ | هُدهُد یا شانه‌سرک                                  | Upupa epops                   | Hoopoe                       |      |
| راسته دارکوب سانان: Piciformes. |                                                  |                               |                              |      |
| خانواده دارکوب:Picidae دارکوب‌ها پرندگانی هستند با منقاری قوی و نوک تیز اند که با آن تنه درختان را سوراخ می‌کنند. زبان آن‌ها خیلی دراز است و پاهای قویی دارند که دو انگشت آن در جلو و دو انگشت در عقب قرار دارد. دم آن‌ها محکم است و هنگام بالا رفتن از درخت از آن به عنوان تکیه‌گاه استفاده می‌کنند. پرندگانی تک‌زی هستند؛ پروازی پرتوان و موجی دارند، نر و ماده آن‌ها همشکل نیست. بیشتر نرهایک قسمت روی سرشان رنگ سرخ دارند. در سوراخ‌هایی که در تنه درخت ایجاد می‌کنند آشیانه می‌سازند. از حشرات، میوه‌ها و مغز دانه‌ها و شیره درختان تغذیه می‌کنند. در جهان ۲۱۸ نوع وجود دارد از جمله ۵ نوع آن در افغانستان وجود دارد. |                                                  |                               |                              |      |
| ۲۴۱ | دارکوب ایروشیا                                   | Jynx torquilla                | Eurasian Wryneck             |      |
| ۲۴۲ | دارکوب قهوه ئی                                   | Dendrocopos auriceps          | Brown-fronted Woodpecker     |      |
| ۲۴۳ | دارکوب بال سفید                                  | Dendrocopos leucopterus       | White-winged Woodpecker      |      |
| ۲۴۴ | دارکوب برفی                                      | Dendrocopos himalayensis      | Himalayan Woodpecker         |      |
| ۲۴۵ | دارکوب سبز راهراه                                | Picus squamatus               | Scaly-bellied Woodpecker     |      |
| راسته گنجشک سانان: Passeriformes. ۳۵ فامیل ۲۴۷ گونه پرندگان راسته گنجشک سانان در افغانستان زیست می‌نمایند. پرندگان این راسته عمدتاً پرندگان کوچک و متوسط هستند و به رنگ‌های مختلف می‌باشند و از مواد گیاهی و حشرات تغذیه می‌کنند. اکثر این پرنده گان دارای آواز مقبول می‌باشند. |                                                  |                               |                              |      |
| خانواده چکاوک:Alaudidae در جهان ۹۱ نوع وجود دارد از جمله ۱۶ نوع آن در افغانستان وجود دارد. |                                                  |                               |                              |      |
| ۲۴۶ | چکاوک سر دم سیاه                                 | Ammomanes cincturus           | Bar-tailed Lark              |      |
| ۲۴۷ | چکاوک بیابانی                                    | Ammomanes deserti             | Desert Lark                  |      |
| ۲۴۸ | چکاوک هدهد                                       | Alaemon alaudipes             | Greater Hoopoe-lark          |      |
| ۲۴۹ | چکاوک گندمزار                                    | Melanocorypha calandra        | Calandra Lark                |      |
| ۲۵۰ | چکاوک طوقی                                       | Melanocorypha bimaculata      | Bimaculated Lark             | بعداً |
| ۲۵۱ | چکاوک پنجه کوتاه                                 | Calandrella brachydactyla     | Greater Short-toed Lark      |      |
| ۲۵۲ | چکاوک پنجه کوتاه هیوم                            | Calandrella acutirostris      | Hume's Lark                  | بعداً |
| ۲۵۳ | چکاوک کوچک                                       | Calandrella rufescens         | Lesser Short-toed Lark       |      |
| ۲۵۴ | چکاوک هندی                                       | Calandrella raytal            | Sand Lark                    |      |
| ۲۵۵ | چکاوک کاکلی                                      | Galerida cristata             | Crested Lark                 |      |
| ۲۵۶ | چکاوک درختی                                      | Lullula arborea               | Wood Lark                    |      |
| ۲۵۷ | چکاوک آسمانی                                     | Alauda arvensis               | Eurasian Skylark             |      |
| ۲۵۸ | چکاوک آسمانی کوچک                                | Alauda gulgula                | Oriental Skylark             |      |
| ۲۵۹ | چکاوک شاخدار                                     | Eremophila alpestris          | Horned Lark                  |      |
| ۲۶۰ | چکاوک تیمینک                                     | Eremophila bilopha            | Temminck's Lark              |      |
| خانواده پرستو:Hirundinidae در جهان ۷۵ نوع وجود دارد از جمله ۱۰ نوع آن در افغانستان وجود دارد. |                                                  |                               |                              |      |
| ۲۶۱ | چلچله رودخان‌های (پرستو ساحلی)                    | Riparia riparia               | Sand Martin                  |      |
| ۲۶۲ | پرستو ریکی کم رنگ                                | Riparia diluta                | Pale Sand Martin             |      |
| ۲۶۳ | چلچله گلو نصواری                                 | Riparia paludicola            | Plain Martin                 |      |
| ۲۶۴ | چلچله کوهی                                       | Ptyonoprogne rupestris        | Eurasian Crag Martin         |      |
| ۲۶۵ | چلچله بیابانی                                    | Ptyonoprogne fuligula         | Rock Martin                  |      |
| ۲۶۶ | چلچله                                            | Hirundo rustica               | Barn Swallow                 |      |
| ۲۶۷ | پرستو دم باریک                                   | Hirundo smithii               | Wire-tailed Swallow          |      |
| ۲۶۸ | چلچله دمگاه قرمز                                 | Cecropis daurica              | Red-rumped Swallow           |      |
| ۲۶۹ | چلچله طوقی                                       | Petrochelidon fluvicola       | Streak-throated Swallow      |      |
| ۲۷۰ | چلچله دمگاه سفید                                 | Delichon urbica               | House Martin                 |      |
| خانواده دم جنبانک:Motacillidae این پرندگان دارای بدن کوچک دم متوسط یا دراز می‌باشند. در جهان ۵۴ نوع وجود دارد از جمله ۱۵ نوع آن در افغانستان وجود دارد. |                                                  |                               |                              |      |
| ۲۷۱ | دم جنبانک سفید                                   | Motacilla alba                | White Wagtail                |      |
| ۲۷۲ | دم جنبانک دمگاه سفید                             | Motacilla madaraspatensis     | White-browed Wagtail         |      |
| ۲۷۳ | دم جنبانک سر زرد                                 | Motacilla citreola            | Citrine Wagtail              |      |
| ۲۷۴ | دم جنبانک زرد                                    | Motacilla flava               | Yellow Wagtail               |      |
| ۲۷۵ | دم جنبانک خاکستری                                | Motacilla cinerea             | Grey Wagtail                 |      |
| ۲۷۶ | پپت شرقی                                         | Anthus rufulus                | Oriental Pipit               |      |
| ۲۷۷ | پپت خاکی                                         | Anthus campestris             | Tawny Pipit                  |      |
| ۲۷۸ | پپت نوک‌دراز                                      | Anthus similis                | Long-billed Pipit            |      |
| ۲۷۹ | پپت درختی                                        | Anthus trivialis              | Tree Pipit                   |      |
| ۲۸۰ | پت پشت بلوطی                                     | Anthus hodgsoni               | Olive-backed Pipit           |      |
| ۲۸۱ | پپت صحرایی                                       | Anthus pratensis              | Meadow Pipit                 |      |
| ۲۸۲ | پپت گلوسرخ                                       | Anthus cervinus               | Red-throated Pipit           |      |
| ۲۸۳ | پپت گلگون                                        | Anthus roseatus               | Rosy Pipit                   | بعداً |
| ۲۸۴ | پپت تالابی                                       | Anthus spinoletta             | Water Pipit                  |      |
| ۲۸۵ | پپت آپلند                                        | Anthus sylvanus               | Upland Pipit                 | بعداً |
| خانواده شیریک و کوکو:Campephagidae دارای جسامت متوسط یا کوچک، رنگ خاکستری با رنگ سیاه و سفیداند. در جهان ۸۲ نوع وجود دارد از جمله ۲ نوع آن در افغانستان وجود دارد. |                                                  |                               |                              |      |
| ۲۸۶ | مینوویت گلابی                                    | Pericrocotus roseus           | Rosy Minivet                 |      |
| ۲۸۷ | مینویت دم دراز                                   | Pericrocotus ethologus        | Long-tailed Minivet          |      |
| خانواده بلبل: در جهان ۱۳۰ نوع وجود دارد از جمله ۵ نوع آن در افغانستان وجود دارد. |                                                  |                               |                              |      |
| ۲۸۸ | بلبل معمولی                                      | Pycnonotus barbatus           | Common Bulbul                |      |
| ۲۸۹ | بلبل خرما                                        | Pycnonotus leucotis           | White-eared Bulbul           |      |
| ۲۹۰ | بلبل خرما سینه سفید                              | Pycnonotus leucogenys         | White-cheeked Bulbul         |      |
| ۲۹۱ | بلبل دمگاه سرخ                                   | Pycnonotus cafer              | Red-vented Bulbul            |      |
| ۲۹۲ | بلبل سیاه                                        | Hypsipetes leucocephalus      | Black Bulbul                 |      |
| خانواده تاج طلایی:Regulidae یک خانواده کوچک پرندگان‌اند. از پرندگان دنیای قدیم می‌باشند. در جهان ۷ نوع وجود دارد از جمله یک نوع آن در افغانستان وجود دارد. |                                                  |                               |                              |      |
| ۲۹۳ | سسک تاج طلایی                                    | Regulus regulus               | Goldcrest                    |      |
| خانواده بال لاکی: Bombycillidae در جهان ۳ نوع وجود دارد از جمله یک نوع آن در افغانستان وجود دارد. |                                                  |                               |                              |      |
| ۲۹۴ | بال لاکی                                         | Bombycilla garrulus           | Bohemian Waxwing             |      |
| خانواده میوه خور: Hypocoliidae اغلب به صورت گله‌های کوچک دیده می‌شود، از میوه‌ها تغذیه می‌کنند. در جهان ۲۱۸ نوع وجود دارد از جمله ۵ نوع آن در افغانستان وجود دارد. دارای رنگ خاکستری دور چشمان این گونه پرندگان رنگ سیاه دارند. |                                                  |                               |                              |      |
| ۲۹۵ | میوه خور یا میوه خور خاکستری                     | Hypocolius ampelinus          | Hypocolius                   |      |
| خانواده زرده پره یا غوطه زنک یا زردچه: Cinclidae یک گروه از پرندگان وسیع اند که زیستگاه آن شامل محیط‌های آبی در آمریکا، اروپا، و آسیا. می‌باشد. در سراسر جهان ۵ گونه وجود دارد از جمله ۲ گونه آن در افغانستان وجود دارد. |                                                  |                               |                              |      |
| ۲۹۶ | زیر آبروک                                        | Cinclus cinclus               | White-throated Dipper        |      |
| ۲۹۷ | غوطه زنک نصواری                                  | Cinclus pallasii              | Brown Dipper                 |      |
| خانواده الیکایی:Troglodytidae الیکایی عمدتاً کوچک و کم رنگ، آهنگ صدای آن بلند است. این پرندگان دارای بال‌های کوتاه نازک سر پاین دارند. گونه‌های مختلفی دم خود را راست نگه می‌دارند. همه آن‌ها حشره خوار هستند. در سراسر جهان ۸۰ گونه وجود دارد از جمله ۱ گونه که در افغانستان زیست می‌نمایند. یک گونه آن از پرندگان دنیای جدید است. |                                                  |                               |                              |      |
| ۲۹۸ | الیکایی                                          | Troglodytes troglodytes       | Eurasian Wren                |      |
| خانواده صعوه‌ها:Prunellidae دارای منقار باریک و نوک تیز می‌باشند. پروازشان قوی و سریع ولی کوتاه مدت است و آرام و کم‌پید هستند. در اثنا راه گشتن دم وبال خود را به لرزه درمی‌آورند. دارای پرواز سریع و کوتاه مدت می‌باشند. در سراسر جهان ۱۳ گونه وجود دارد از جمله ۵ گونه که در افغانستان زیست می‌نمایند.. |                                                  |                               |                              |      |
| ۲۹۹ | صعوه کوهی                                        | Prunella collaris             | Alpine Accentor              |      |
| ۳۰۰ | صعوه همالیای                                     | Prunella himalayana           | Himalayan Accentor           | -    |
| ۳۰۱ | صعوه سینه بور                                    | Prunella strophiata           | Rufous-breasted Accentor     |      |
| ۳۰۲ | صعوه نصواری                                      | Prunella fulvescens           | Brown Accentor               |      |
| ۳۰۳ | صعوه سیاه گلو                                    | Prunella atrogularis          | Black-throated Accentor      |      |
| خانواده توکاها: Turdidae پرنده کوچک و گنجشک مانند است. منقاری باریک یا نسبتاً باریک دارند. پاهای آن‌ها قوی غالباً رنگارنگ و با قامتی نسبتاً راست می‌باشند در بین آن‌ها بهترین پرندگان آواز خوان وجود دارد این خانواده دارای گونه‌های زیاد و نسبتاً نا متجانسی‌ست و شامل چک‌ها، دم سرخ‌ها، بلبل‌ها و توکاها می‌باشد. در جهان ۳۳۵ نوع وجود دارد از جمله ۱۱نوع آن در افغانستان زیست می‌نماید. |                                                  |                               |                              |      |
| ۳۰۴ | طرقهٔ کوهی                                        | Monticola saxatilis           | Common Rock Thrush           |      |
| ۳۰۵ | طرقه کوهی آبی پشت                                | Monticola cinclorhynchus      | Blue-capped Rock Thrush      |      |
| ۳۰۶ | طرقه آبی (طرقه بنفش)                             | Monticola solitarius          | Blue Rock Thrush             |      |
| ۳۰۷ | طرقه کبود                                        | Myophonus caeruleus           | Blue Whistling Thrush        |      |
| ۳۰۸ | توکای تکیل                                       | Turdus unicolor               | Tickell's Thrush             |      |
| ۳۰۹ | توکای سیاه                                       | Turdus merula                 | Blackbird                    |      |
| ۳۱۰ | توکا شاه بلوطی                                   | Turdus rubrocanus             | Chestnut Thrush              |      |
| ۳۱۱ | توکای گردن نصواری                                | Turdus ruficollis             | Dark-throated Thrush         |      |
| ۳۱۲ | توکای پشت بلوطی                                  | Turdus pilaris                | Fieldfare                    |      |
| ۳۱۳ | توکای بال سرخ                                    | Turdus iliacus                | Redwing                      |      |
| ۳۱۴ | توکای بزرگ                                       | Turdus viscivorus             | Mistle Thrush                |      |
| خانواده سسک :Cisticolas پرنده گان اند که در حنوب زندگی می‌نمایند. پرندگان دنیای قدیم می‌باشند. داری رنگ نصواری ویا خاکستری بوده در میان علفزار دیده می‌شود. در جهان ۱۱۱ نوع وجود دارد از جمله ۴نوع آن در افغانستان زیست می‌نماید. |                                                  |                               |                              |      |
| ۳۱۵ | سسک دم چتری                                      | Cisticola juncidis            | Zitting Cisticola            |      |
| ۳۱۶ | سسک جنبان                                        | Scotocerca inquieta           | Streaked Scrub Warbler       |      |
| ۳۱۷ | پرینیا خط دار                                    | Prinia criniger               | Striated Prinia              |      |
| ۳۱۸ | پرینیا سبزه زار                                  | Prinia gracilis               | Graceful Prinia              |      |
| خانواده سسک جنگلی دنیای قدیم: Sylviidae پرنده گان کوچک حشره خواراند. منقار باریک دارند. پر و بالشان به سرعت فرسایش پیدا می‌کند و بر اثر تغییر رنگ تشخیص آن‌ها دشوارتر می‌شود. صدا و رفتارشان وسیله مهمی برای شناخت آن‌ها در طبیعت است. معمولاً در بین بوته‌های کوتاه، روی زمین یا در نزدیکی زمین یا در نیزارها تخم می‌گذارند. از حشرات، عنکبوت‌ها و حلزون‌ها تغذیه می‌کنند. ۲۹۱ گونه در سراسر جهان وجود دارد و ۳۵ گونه آن در افغانستان زیست می‌نماید. |                                                  |                               |                              |      |
| ۳۱۹ | سسک دم پهن                                       | Cettia cetti                  | Cetti's Warbler              |      |
| ۳۲۰ | سسک راه راه                                      | Locustella naevia             | Grasshopper Warbler          |      |
| ۳۲۱ | سسک پالاس                                        | Locustella certhiola          | Pallas's Warbler             |      |
| ۳۲۲ | سسک ابرو سفید                                    | Acrocephalus melanopogon      | Moustached Warbler           |      |
| ۳۲۳ | سسک شالیزار                                      | Acrocephalus agricola         | Paddyfield Warbler           |      |
| ۳۲۴ | سسک بالدارکند                                    | Acrocephalus concinens        | Blunt-winged Warbler         |      |
| ۳۲۵ | سسک نیزار                                        | Acrocephalus scirpaceus       | Eurasian Reed Warbler        |      |
| ۳۲۶ | سسک تالابی                                       | Acrocephalus dumetorum        | Blyth's Reed Warbler         |      |
| ۳۲۷ | سسک بزرگ نیزار                                   | Acrocephalus arundinaceus     | Great Reed Warbler           |      |
| ۳۲۸ | سسک پر سر و صدا                                  | Acrocephalus stentoreus       | Clamorous Reed Warbler       |      |
| ۳۲۹ | سسک درختی کوچک                                   | Hippolais caligata            | Booted Warbler               |      |
| ۳۳۰ | سسک سایکس                                        | Hippolais rama                | Sykes's Warbler              |      |
| ۳۳۱ | سسک درختی زیتونی                                 | Hippolais pallida             | Eastern Olivaceous Warbler   |      |
| ۳۳۲ | سسک درختی بزرگ                                   | Hippolais languida            | Upcher's Warbler             | -    |
| ۳۳۳ | سسک چیف چاف                                      | Phylloscopus collybita        | Common Chiffchaff            |      |
| ۳۳۴ | سسک چیفچاف کوهی                                  | Phylloscopus sindianus        | Mountain Chiffchaff          | -    |
| ۳۳۵ | سسک کوچک (سسک بیدی کوچک)                         | Phylloscopus neglectus        | Plain Leaf Warbler           | -    |
| ۳۳۶ | سسک ابرو زرد                                     | Phylloscopus griseolus        | Sulphur-bellied Warbler      |      |
| ۳۳۷ | سسک برگی                                         | Phylloscopus schwarzi         | Radde's Warbler              |      |
| ۳۳۸ | سسک دمگاه لیموی                                  | Phylloscopus proregulus       | Palas's Leaf Warbler         | -    |
| ۳۳۹ | سسک رنگ رفته                                     | Phylloscopus chloronotus      | Pale-rumped Warbler          | -    |
| ۳۴۰ | سسک برگی بروکس                                   | Phylloscopus subviridis       | Brooks's Leaf Warbler        |      |
| ۳۴۱ | سسک ابرو زرد                                     | Phylloscopus inornatus        | Yellow-browed Warbler        |      |
| ۳۴۲ | سسک برگی هیوم                                    | Phylloscopus humei            | Hume's Warbler               |      |
| ۳۴۳ | سسک ابرو زرد                                     | Phylloscopus trochiloides     | Greenish Warbler             |      |
| ۳۴۴ | سسک برگی نوک بزرگ                                | Phylloscopus magnirostris     | Large-billed Leaf Warbler    | -    |
| ۳۴۵ | سسک برگی توتلر                                   | Phylloscopus tytleri          | Tytler's Leaf Warbler        |      |
| ۳۴۶ | سسک برگی تاج دار                                 | Phylloscopus occipitalis      | Western Crowned Warbler      |      |
| ۳۴۷ | سسک گلو سفید                                     | Sylvia communis               | Greater Whitethroat          |      |
| ۳۴۸ | سسک گونه سیاه (سسک گلو سفید کوچک)                | Sylvia curruca                | Lesser Whitethroat           |      |
| ۳۴۹ | سسک گلو سفید هیوم                                | Sylvia althaea                | Hume's Whitethroat           |      |
| ۳۵۰ | سسک بیابانی                                      | Sylvia nana                   | Asian Desert Warbler         |      |
| ۳۵۲ | سسک سینه راه راه                                 | Sylvia nisoria                | Barred Warbler               |      |
| ۳۵۳ | سسک چشم سفید                                     | Sylvia crassirostris          | Eastern Orphean Warbler      |      |
| ۳۵۴ | سسک سر دودی                                      | Sylvia mystacea               | Menetries's Warbler          |      |
| خانواده مگس گیر: Muscicapidae پرندگانی کوچک و بیشتر درخت زی‌اند. منقاری کج با قاعده پهن دارند. اغلب با بدنی راست در جاهای بلند می‌نشینند و از آنجا به دنبال حشرات به پرواز در می. آیند و پس از شکار آن‌ها در هوا یا روی زمین معمولاً به همان نقطه اول بازمی‌گردند. تک زی‌اند. به جز از مگس گیر خالدارمتباقی نر و ماده آن‌ها همشکل نیست. در سوراخ‌ها، یا روی درخت‌ها لانه می‌سازند و از حشرات و عنکبوتها تغذیه می‌کنند |                                                  |                               |                              |      |
| ۳۵۵ | مگس گیر راه راه مگس‌گیر خال‌دار                    | Muscicapa striata             | Spotted Flycatcher           |      |
| ۳۵۶ | مگس گیر سایبری                                   | Muscicapa sibirica            | Siberian Flycatcher          |      |
| ۳۵۷ | مگس خوار دم راست                                 | Muscicapa ruficauda           | Rusty-tailed Flycatcher      |      |
| ۳۵۸ | مگس گیر گلو سرخ                                  | Ficedula parva                | Red-breasted Flycatcher      |      |
| ۳۵۹ | مگس خوار کنار آب                                 | Ficedula superciliaris        | Ultramarine Flycatcher       |      |
| ۳۶۰ | مگس خوار سینه سرخ                                | Erithacus rubecula            | European Robin               |      |
| ۳۶۱ | بلبل شباهنگ یا بلبل هزاردستان                    | Luscinia megarhynchos         | Common Nightingale           |      |
| ۳۶۲ | مگس خواردم سفید                                  | Luscinia pectoralis           | White-tailed Rubythroat      |      |
| ۳۶۳ | گلوآبی                                           | Luscinia svecica              | Bluethroat                   |      |
| ۳۶۴ | حشره خوار گلو آبی                                | Luscinia brunnea              | Indian Blue Robin            |      |
| ۳۶۵ | حشره خوارزیربال سرخ                              | Tarsiger cyanurus             | Red-flanked Bluetail         |      |
| ۳۶۶ | سینه سرخ ایرانی                                  | Irania gutturalis             | White-throated Robin         |      |
| ۳۶۷ | دم چتری                                          | Cercotrichas galactotes       | Rufous-tailed Scrub Robin    |      |
| ۳۶۸ | سینه سرخ هندی                                    | Saxicoloides fulicata         | Indian Robin                 |      |
| ۳۶۹ | دم سرخ پشت بلوطی                                 | Phoenicurus erythronotus      | Rufous-backed Redstart       |      |
| ۳۷۰ | دم سرخ بغل آبی                                   | Phoenicurus caeruleocephalus  | Blue-capped Redstart         | -    |
| ۳۷۱ | دم سرخ سیاه                                      | Phoenicurus ochruros          | Black Redstart               |      |
| ۳۷۲ | دم سرخ معمولی                                    | Phoenicurus phoenicurus       | Common Redstart              |      |
| ۳۷۳ | دم سرخ کوهی                                      | Phoenicurus erythrogaster     | White-winged Redstart        |      |
| ۳۷۴ | دم سرخ پیش آبی                                   | Phoenicurus frontalis         | Blue-fronted Redstart        |      |
| ۳۷۵ | دم سرخ فرق سفید                                  | Chaimarrornis leucocephalus   | White-capped Redstart        |      |
| ۳۷۶ | پشت سرخ آبی تالابی                               | Rhyacornis fuliginosus        | Plumbeous Redstart           |      |
| ۳۷۷ | چک سایبری                                        | Saxicola maurus               | Siberian Stonechat           |      |
| ۳۷۸ | دم چنگالی کوچک (ماهی دم)                         | Enicurus scouleri             | Little Forktail              |      |
| ۳۷۹ | دم چنگالی خالدار                                 | Enicurus maculatus            | Spotted Forktail             |      |
| ۳۸۰ | چک بوته‌ای                                        | Saxicola rubetra              | Whinchat                     |      |
| ۳۸۱ | چک پیشانی سفید                                   | Saxicola macrorhyncha         | White-browed Bushchat        |      |
| ۳۸۲ | چک ابلق                                          | Saxicola caprata              | Pied Bushchat                |      |
| ۳۸۳ | چک سیاه سر سفید                                  | Oenanthe leucopyga            | White-tailed Wheatear        |      |
| ۳۸۴ | چکچک دم سفید                                     | Oenanthe monacha              | Hooded Wheatear              |      |
| ۳۸۵ | چکچک سیاه شکم سفید (چکچک سیاه)                   | Oenanthe alboniger            | Hume's Wheatear              | -    |
| ۳۸۶ | ¨چکچک سیاه دم سفید                               | Oenanthe leucura              | Black Wheatear               |      |
| ۳۸۷ | چکچک (چکچک کوهی)                                 | Oenanthe oenanthe             | Northern Wheatear            |      |
| ۳۸۸ | چکچک پشت سفید                                    | Oenanthe finschii             | Finsch's Wheatear            | -    |
| ۳۸۹ | چکچک ابلق خاوری                                  | Oenanthe picata               | Variable Wheatear            |      |
| ۳۹۰ | چکچک ابلق                                        | Oenanthe pleschanka           | Pied Wheatear                |      |
| ۳۹۱ | چکچک دم سرخ                                      | Oenanthe xanthoprymna         | Red-tailed Wheatear          |      |
| ۳۹۲ | چکچک بیابانی                                     | Oenanthe deserti              | Desert Wheatear              |      |
| ۳۹۳ | چکچک دشتی                                        | Oenanthe isabellina           | Isabelline Wheatear          |      |
| خانواده:Monarchidae در جهان ۹۹ نوع وجود دارد از جمله ۱ نوع آن در افغانستان زیست می‌نماید |                                                  |                               |                              |      |
| ۳۹۳ | مگس خوار مقبول آسیای                             | Terpsiphone paradisi          | Asian Paradise Flycatcher    |      |
| خانواده:Timaliidae در جهان ۲۷۰ نوع وجود دارد از جمله ۳نوع آن در افغانستان زیست می‌نماید |                                                  |                               |                              |      |
| ۳۹۴ | مگس خوار آرام                                    | Garrulax lineatus             | Streaked Laughingthrush      |      |
| ۳۹۵ | مگس خوار خال خالی                                | Garrulax variegatus           | Variegated Laughingthrush    |      |
| ۳۹۶ | لیکو                                             | Turdoides caudatus            | Common Babbler               |      |
| خانواده:Paradoxornithidae در جهان ۲۰ نوع وجود دارد از جمله ۱نوع آن در افغانستان زیست می‌نماید |                                                  |                               |                              |      |
| ۳۹۷ | چرخ ریسک نیزار                                   | Panurus biarmicus             | Bearded Reedling             |      |
| خانواده چرخ ریسک دمدراز:Aegithalidae در جهان ۹ نوع وجود دارد از جمله ۱ نوع آن در افغانستان زیست می‌نماید |                                                  |                               |                              |      |
| ۳۹۸ | تت کومه سفید                                     | Aegithalos leucogenys         | White-cheeked Tit            | -    |
| خانواده چرخ ریسک:Paridae در جهان ۵۹ نوع وجود دارد از جمله ۸ نوع آن در افغانستان زیست می‌نماید |                                                  |                               |                              |      |
| ۳۹۹ | تت سینه زرد                                      | Cyanistes flavipectus         | Yellow-breasted Tit          | -    |
| ۴۰۰ | تت ویلو                                          | Poecile montana               | Willow Tit                   |      |
| ۴۰۱ | تیت سیاه سینه                                    | Periparus rufonuchalis        | Black-breasted Tit           |      |
| ۴۰۲ | تیت کاکل سیاه                                    | Periparus melanolophus        | Black-crested Tit            |      |
| ۴۰۳ | چرخ‌ریسک بزرگ                                     | Parus major                   | Great Tit                    |      |
| ۴۰۴ | تت ترکستانی                                      | Parus bokharensis             | Turkestan Tit                |      |
| ۴۰۵ | تیت آبی                                          | Cyanistes caeruleus           | Blue Tit                     |      |
| ۴۰۶ | تیت لاجوردی                                      | Cyanistes cyanus              | Azure Tit                    |      |
| خانواده کمر کلی:Sittidae پرندگان کوچک‌اند. سر بزرگ، منقاری قوی، پاهای کوتاه با پنجه‌های بلند و بال‌های نسبتاً بلند و نوک‌تیز دارند. تکزی هستند. پروازی موجی دارند. نر و ماده آن‌ها همشکل است. در سوراخ‌ها لانه می‌سازند. از حشرات و دانه‌ها تغذیه می‌کنند. در جهان ۲۴ نوع وجود دارد از جمله ۴ نوع آن در افغانستان زیست می‌نماید |                                                  |                               |                              |      |
| ۴۰۷ | کمر کلی جنگلی                                    | Sitta europaea                | Eurasian Nuthatch            |      |
| ۴۰۸ | کمر کلی کشمیری                                   | Sitta cashmirensis            | Kashmir Nuthatch             |      |
| ۴۰۹ | کمر کلی روی سفید                                 | Sitta leucopsis               | White-cheeked Nuthatch       |      |
| ۴۱۰ | کمر کولی بزرگ                                    | Sitta tephronota              | Persian Nuthatch             |      |
| خانواده:Tichodromidae یکنوع این خانواده در افغانستان زیست می‌نماید |                                                  |                               |                              |      |
| ۴۱۱ | دیوار خیزک                                       | Tichodroma muraria            | Wallcreeper                  |      |
| خانواده خانواده دارخزک:Certhiidae در جهان ۶ نوع وجود دارد از جمله یک نوع آن در افغانستان زیست می‌نماید |                                                  |                               |                              |      |
| ۴۱۲ | درخت خیزک همالیایی                               | Certhia himalayana            | Bar-tailed Treecreeper       |      |
| خانواده چرخ ریسک پشت بلوطی:Remizidae در جهان ۱۳ نوع وجود دارد از جمله ۳ نوع آن در افغانستان زیست می‌نماید |                                                  |                               |                              |      |
| ۴۱۳ | چرخ ریسک پشت بلوطی                               | Remiz pendulinus              | Eurasian Penduline Tit       |      |
| ۴۱۴ | تیت سر سیاه                                      | Remiz macronyx                | Black-headed Penduline Tit   |      |
| ۴۱۵ | تیت تاج سفید                                     | Remiz coronatus               | White-crowned Penduline Tit  |      |
| خانواده عسل خورک:Nectariniidae در جهان ۱۳۱ نوع وجود دارد از جمله یک نوع آن در افغانستان زیست می‌نماید |                                                  |                               |                              |      |
| ۴۱۶ | شهد خوار بنفش                                    | Cinnyris asiaticus            | Purple Sunbird               |      |
| خانواده سسک چشم سفید هندی:Zosteropidae در جهان ۹۶ نوع وجود دارد از جمله ۱ نوع آن در افغانستان زیست می‌نماید |                                                  |                               |                              |      |
| ۴۱۷ | سسک چشم سفید معمولی                              | Zosterops palpebrosus         | Oriental White-eye           |      |
| خانواده پری شاهرخ:Oriolidae در جهان ۲۹ نوع وجود دارد از جمله یک نوع آن در افغانستان زیست می‌نماید |                                                  |                               |                              |      |
| ۴۱۸ | شاهرخ طلایی                                      | Oriolus kundoo                | Indian Golden Oriole         |      |
| خانواده سنگ چشم: Laniidae در جهان ۳۱ نوع وجود دارد از جمله۸ نوع آن در افغانستان زیست می‌نماید |                                                  |                               |                              |      |
| ۴۱۹ | سنگ چشم پشت سرخ                                  | Lanius collurio               | Red-backed Shrike            |      |
| ۴۲۰ | سنگ چشم دم سرخ                                   | Lanius isabellinus            | Isabelline Shrike            |      |
| ۴۲۱ | سنگ چشم پشت بلوطی                                | Lanius vittatus               | Bay-backed Shrike            |      |
| ۴۲۲ | سنگ چشم دمگاه حنایی                              | Lanius schach                 | Long-tailed Shrike           |      |
| ۴۲۳ | سنگ چشم خاکستری بزرگ                             | Lanius excubitor              | Great Grey Shrike            |      |
| ۴۲۴ | سنگ چشم خاکستری کوچک                             | Lanius minor                  | Lesser Grey Shrike           |      |
| ۴۲۵ | سنگ چشم پیشانی سفید                              | Lanius nubicus                | Masked Shrike                |      |
| ۴۲۶ | سنگ‌چشم کله‌سرخ                                    | Lanius senator                | Woodchat Shrike              |      |
| خانواده بوچانگاه: Dicruridae در جهان ۲۴ نوع وجود دارد از جمله۲ نوع آن در افغانستان زیست می‌نماید |                                                  |                               |                              |      |
| ۴۲۷ | بوجانگا سیاه                                     | Dicrurus macrocercus          | Black Drongo                 |      |
| ۴۲۸ | بوجانگا خاکستری                                  | Dicrurus leucophaeus          | Ashy Drongo                  |      |
| خانواده کلاغیان: Corvidae در جهان ۱۲۰ نوع وجود دارد از جمله۱۳ نوع آن در افغانستان زیست می‌نماید |                                                  |                               |                              |      |
| ۴۲۹ | زاغ سر سیاه                                      | Garrulus lanceolatus          | Black-headed Jay             |      |
| ۴۳۰ | زاغی (عکک در فارسی افغانی)                       | Pica pica                     | Eurasian Magpie              |      |
| ۴۳۱ | زاغ خالدار                                       | Nucifraga caryocatactes       | Eurasian Nutcracker          |      |
| ۴۳۲ | کلاغ کوهی نوک سرخ                                | Pyrrhocorax pyrrhocorax       | Chough                       |      |
| ۴۳۳ | کلاغ نوک زرد                                     | Pyrrhocorax graculus          | Alpine Chough                |      |
| ۴۳۴ | کلاغ گردن بور                                    | Corvus monedula               | Eurasian Jackdaw             |      |
| ۴۳۵ | کلاغ هندی                                        | Corvus splendens              | House Crow                   |      |
| ۴۳۶ | کلاغ سیاه                                        | Corvus frugilegus             | Rook                         |      |
| ۴۳۷ | کلاغ لاشه                                        | Corvus corone                 | Carrion Crow                 |      |
| ۴۳۸ | کلاغ منقاربزرگ                                   | Corvus macrorhynchos          | Large-billed Crow            |      |
| ۴۳۹ | غراب گردن قهوه‌ای                                 | Corvus ruficollis             | Brown-necked Raven           |      |
| ۴۴۰ | غراب معمولی                                      | Corvus corax                  | Common Raven                 |      |
| ۴۴۱ | کلاغ ابلق                                        | Corvus cornix                 | Hooded Crow                  |      |
| خانواده سار: Sturnidae در جهان ۱۲۵ نوع وجود دارد از جمله۵ نوع آن در افغانستان زیست می‌نماید |                                                  |                               |                              |      |
| ۴۴۲ | مینای بانک                                       | Acridotheres ginginianus      | Bank Myna                    |      |
| ۴۴۳ | مینای معمولی                                     | Acridotheres tristis          | Common Myna                  |      |
| ۴۴۴ | مینا برهمنی                                      | Temenuchus pagodarum          | Brahminy Starling            |      |
| ۴۴۵ | سار گلو قرمز                                     | Pastor roseus                 | Rosy Starling                |      |
| ۴۴۶ | سار                                              | Sturnus vulgaris              | Common Starling              |      |
| خانواده خانواده سهره ریز: Estrildidae در جهان ۱۴۱ نوع وجود دارد از جمله۱ نوع آن در افغانستان زیست می‌نماید |                                                  |                               |                              |      |
| ۴۴۷ | مونیا گلوسفید                                    | Euodice malabarica            | White-throated Munia         |      |
| خانواده زرد پره‌ها: Emberizidae در جهان ۲۷۵ نوع وجود دارد از جمله۱۷ نوع آن در افغانستان زیست می‌نماید که بنام زردچه یاد می‌شود. |                                                  |                               |                              |      |
| ۴۴۹ | زرد پرهٔ لیمویی، سهره اروپایی زردچه               | Emberiza citrinella           | Yellowhammer                 |      |
| ۴۵۰ | زرد پرهٔ گونه سفید                                | Emberiza leucocephalos        | Pine Bunting                 |      |
| ۴۵۲ | زرد پره کوهی                                     | Emberiza cia                  | Rock Bunting                 |      |
| ۴۵۳ | زرده پره سرخاکستری                               | Emberiza buchanani            | Grey-necked Bunting          |      |
| ۴۵۴ | زرد پرهٔ رخ زرد                                   | Emberiza cineracea            | Cinereous Bunting            |      |
| ۴۵۵ | زرد پرهٔ زیتونی                                   | Emberiza hortulana            | Ortolan Bunting              |      |
| ۴۵۶ | زرد پرهٔ سر سفید                                  | Emberiza stewarti             | Chestnut-breasted Bunting    |      |
| ۴۵۷ | زرد پرهٔ راه راه                                  | Emberiza striolata            | House Bunting                |      |
| ۴۵۸ | زرد پرهٔ زیتونی                                   | Emberiza fucata               | Chestnut-eared Bunting       |      |
| ۴۵۹ | زرد پرهٔ کوچک                                     | Emberiza pusilla              | Little Bunting               |      |
| ۴۶۰ | زرد پرهٔ حنایی                                    | Emberiza rustica              | Rustic Bunting               |      |
| ۴۶۱ | زردپره سر سیاه                                   | Emberiza melanocephala        | Black-headed Bunting         |      |
| ۴۶۲ | زرد پره سر سرخ                                   | Emberiza bruniceps            | Red-headed Bunting           |      |
| ۴۶۳ | زرد پرهٔ تالابی                                   | Emberiza schoeniclus          | Reed Bunting                 |      |
| ۴۶۴ | زرد پرهٔ مزرعه                                    | Emberiza calandra             | Corn Bunting                 |      |
| ۴۶۵ | زرد پره لاپلندی                                  | Calcarius lapponicus          | Lapland Longspur             |      |
| ۴۶۶ | زرد پره برفی                                     | Plectrophenax nivalis         | Snow Bunting                 |      |
| خانواده سهره: Fringillidae در جهان ۱۳۷ نوع وجود دارد از جمله۲۴ نوع آن در افغانستان زیست می‌نماید |                                                  |                               |                              |      |
| ۴۶۷ | سهره جنگلی                                       | Fringilla coelebs             | Chaffinch                    |      |
| ۴۶۸ | سهره دمگاه سفید                                  | Fringilla montifringilla      | Brambling                    |      |
| ۴۶۹ | سهره کوهی                                        | Leucosticte nemoricola        | Plain Mountain Finch         |      |
| ۴۷۰ | سهره کوهی سر سیاه                                | Leucosticte brandti           | Black-headed Mountain Finch  | -    |
| ۴۷۱ | سهره سرخ                                         | Carpodacus erythrinus         | Common Rosefinch             |      |
| ۴۷۲ | سهره کمرنگ                                       | Carpodacus synoicus           | Pale Rosefinch               |      |
| ۴۷۳ | سهره ابرو سفید                                   | Carpodacus thura              | White-browed Rosefinch       |      |
| ۴۷۴ | سهره سرخ‌پوش                                      | Carpodacus rhodochlamys       | Red-mantled Rosefinch        |      |
| ۴۷۵ | سهره بزرگ قفقازی                                 | Carpodacus rubicilla          | Caucasian Great Rosefinch    | -    |
| ۴۷۶ | سهره سرخ‌پیشانی                                   | Carpodacus puniceus           | Red-fronted Rosefinch        | -    |
| ۴۷۷ | سهره نوک قیچی                                    | Loxia curvirostra             | Red Crossbill                |      |
| ۴۷۸ | سهره سبز                                         | Carduelis chloris             | European Greenfinch          |      |
| ۴۷۹ | سهره زرد                                         | Carduelis spinus              | Eurasian Siskin              |      |
| ۴۸۰ | سهره معمولی                                      | Carduelis carduelis           | European Goldfinch           |      |
| ۴۸۱ | سهره کوهی                                        | Carduelis flavirostris        | Twite                        |      |
| ۴۸۲ | سهره سینه سرخ                                    | Carduelis cannabina           | Eurasian Linnet              |      |
| ۴۸۳ | سهره پیشانی سرخ                                  | Serinus pusillus              | Fire-fronted Serin           |      |
| ۴۸۴ |                                                  | Coccothraustes coccothraustes | Hawfinch                     |      |
| ۴۸۵ | سهره ساه وزرد رنگ                                | Mycerobas icterioides         | Black-and-yellow Grosbeak    |      |
| ۴۸۶ | سهره سیاه                                        | Mycerobas carnipes            | White-winged Grosbeak        |      |
| ۴۸۷ | سهره بال‌سرخ                                      | Rhodopechys sanguinea         | Crimson-winged Finch         |      |
| ۴۸۸ | سهره ی مغولی                                     | Rhodopechys mongolica         | Mongolian Finch              | -    |
| ۴۸۹ | سهره صورتی                                       | Bucanetes githaginea          | Trumpeter Finch              |      |
| ۴۹۰ | سهره خاکی                                        | Rhodospiza obsoleta           | Desert Finch                 |      |
| خانواده: Passeridae در جهان ۳۵ نوع وجود دارد از جمله۱۱ نوع آن در افغانستان زیست می‌نماید |                                                  |                               |                              |      |
| ۴۹۱ | گنجشک خانگی                                      | Passer domesticus             | House Sparrow                |      |
| ۴۹۲ | گنجشک سنه سیاه                                   | Passer hispaniolensis         | Spanish Sparrow              |      |
| ۴۹۳ | گندشک حنایی                                      | Passer rutilans               | Russet Sparrow               |      |
| ۴۹۴ | گنجشک سربی رودخانه‌ای                             | Passer moabiticus             | Dead Sea Sparrow             |      |
| ۴۹۵ | گنجشک درختی                                      | Passer montanus               | Eurasian Tree Sparrow        |      |
| ۴۹۶ | گنجشک گلو زرد                                    | Petronia xanthocollis         | Chestnut-shouldered Petronia |      |
| ۴۹۷ | گنجشک کوهی                                       | Petronia petronia             | Rock Petronia                |      |
| ۴۹۸ | گنجشک خاکی                                       | Carpospiza brachydactyla      | Pale Rockfinch               |      |
| ۴۹۹ | گنجشک برفی                                       | Montifringilla nivalis        | White-winged Snowfinch       |      |
| ۵۰۰ | گنجشک افغانی                                     | Montifringilla theresae       | Afghan Snowfinch             |      |